# Royal Flora Ratchaphruek
Royal Flora Ratchaphruek (thaï : มหกรรมพืชสวนโลกเฉลิมพระเกียรติฯ ราชพฤกษ์) est une exposition horticole internationale qui s'est tenue pendant 14 semaines du 1er novembre 2006 au 31 janvier 2007 dans le nord de la Thaïlande (région réputée pour ces nombreux parcs floraux et centres botaniques dont le jardin botanique de la reine Sirikit), plus précisément dans la ville thaïlandaise de Chiang Mai de la province de Chiang Mai. Les organisateurs attendaient initialement 2 millions de visiteurs avec 20 000 visiteurs par jour et des pics de fréquentation à 100 000. L'exposition horticole internationale Royal Flora Ratchaphruek a finalement connu un succès public bien plus grand que prévu : elle a attiré au total 3 781 624 visiteurs.
Reconnu par le Bureau international des expositions (BIE), il s'agit de l'une des grandes célébrations organisées par le gouvernement royal thaïlandais en l'honneur du roi Bhumibol, à l'époque le plus ancien monarque régnant au monde.
Le parc royal de Ratchaphruek se trouve à une vingtaine de minutes de route de la ville de Chiang Mai et sa superficie est de 80 ha.

## Préparation
Le ratchaphruek (thaï : ราชพฤกษ์ ; nom scientifique en latin : Cassia fistula), ou arbre de douche doré, est la fleur nationale de facto de la Thaïlande. Ses fleurs jaunes correspondent au lundi, anniversaire de Bhumibol. Il est aussi nommé "Khun" ou "Rajapruek".
L'événement s'est déroulé sur 80 hectares de terrain au Centre royal de recherche agricole dans le sous-district de Mae Hia, district de Mueang, province de Chiang Mai, dans le nord de la Thaïlande. Les 92 jours de l'exposition ont présenté un peu plus de 30 jardins internationaux reflétant des nations telles que le Japon, la Chine, la Corée du Sud, l'Inde, le Cambodge, la Belgique, les Pays-Bas, l'Espagne, l'Afrique du Sud et le Canada. Plus de 2,5 millions de spécimen d'arbres, plantes et fleurs tropicales (parmi lesquels de très nombreuses orchidées) appartenant à 2 200 espèces ont été exposés au Royal Flora Ratchaphruek. L'Association des producteurs horticoles internationaux (AIPH), a attribué à cette exposition le statut A1, son plus haut niveau. De telles expositions n'ont lieu qu'une fois par an dans le monde entier. De plus, un pays hôte ne peut organiser une telle exposition qu'une fois par décennie. Ensuite il a été organisé d'autres expositions horticoles au Royal Flora Ratchaphruek.

## Galeries

Vue d'ensemble
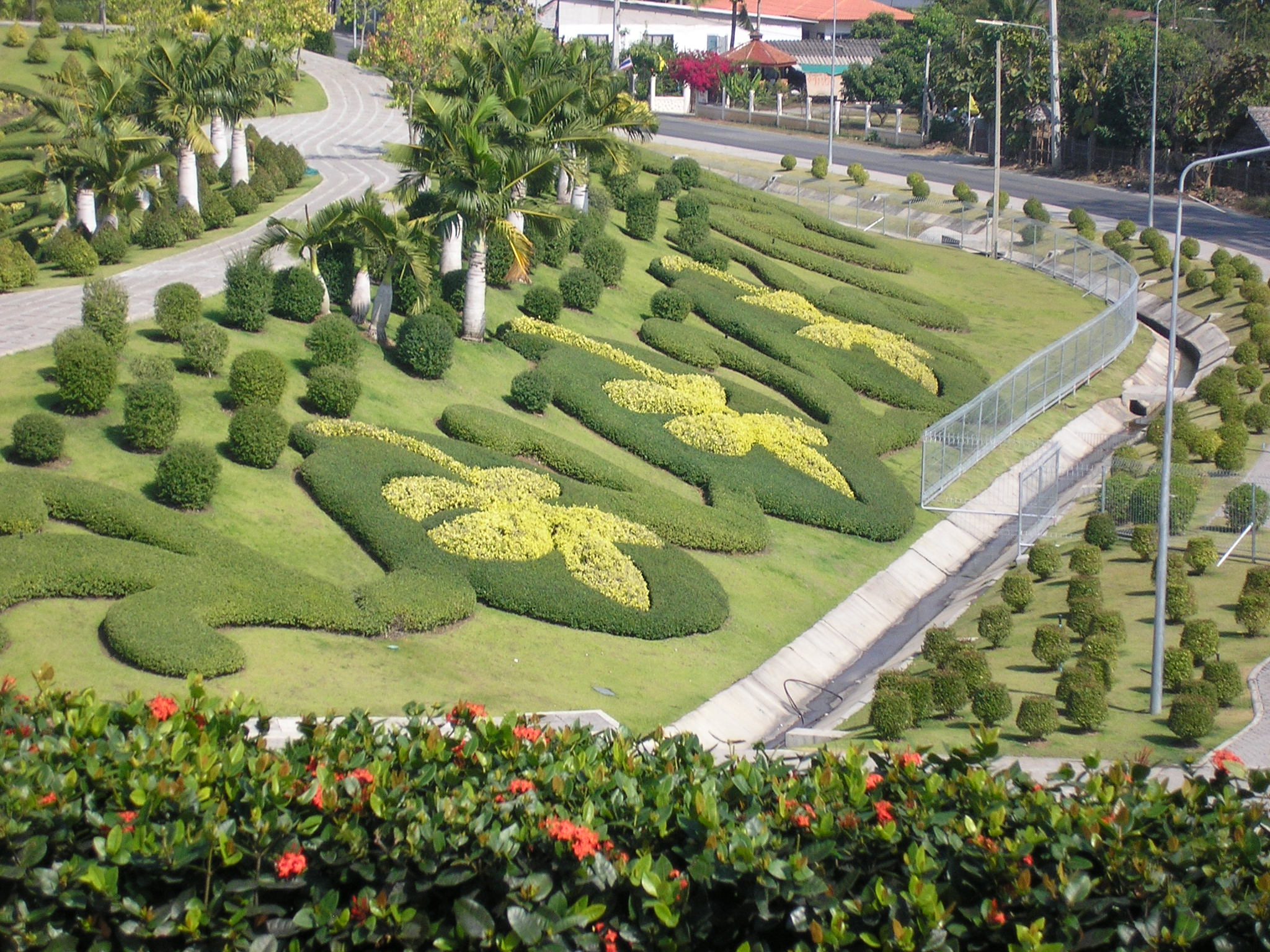
Entrée de l'exposition horticole Royal Flora Ratchaphruek
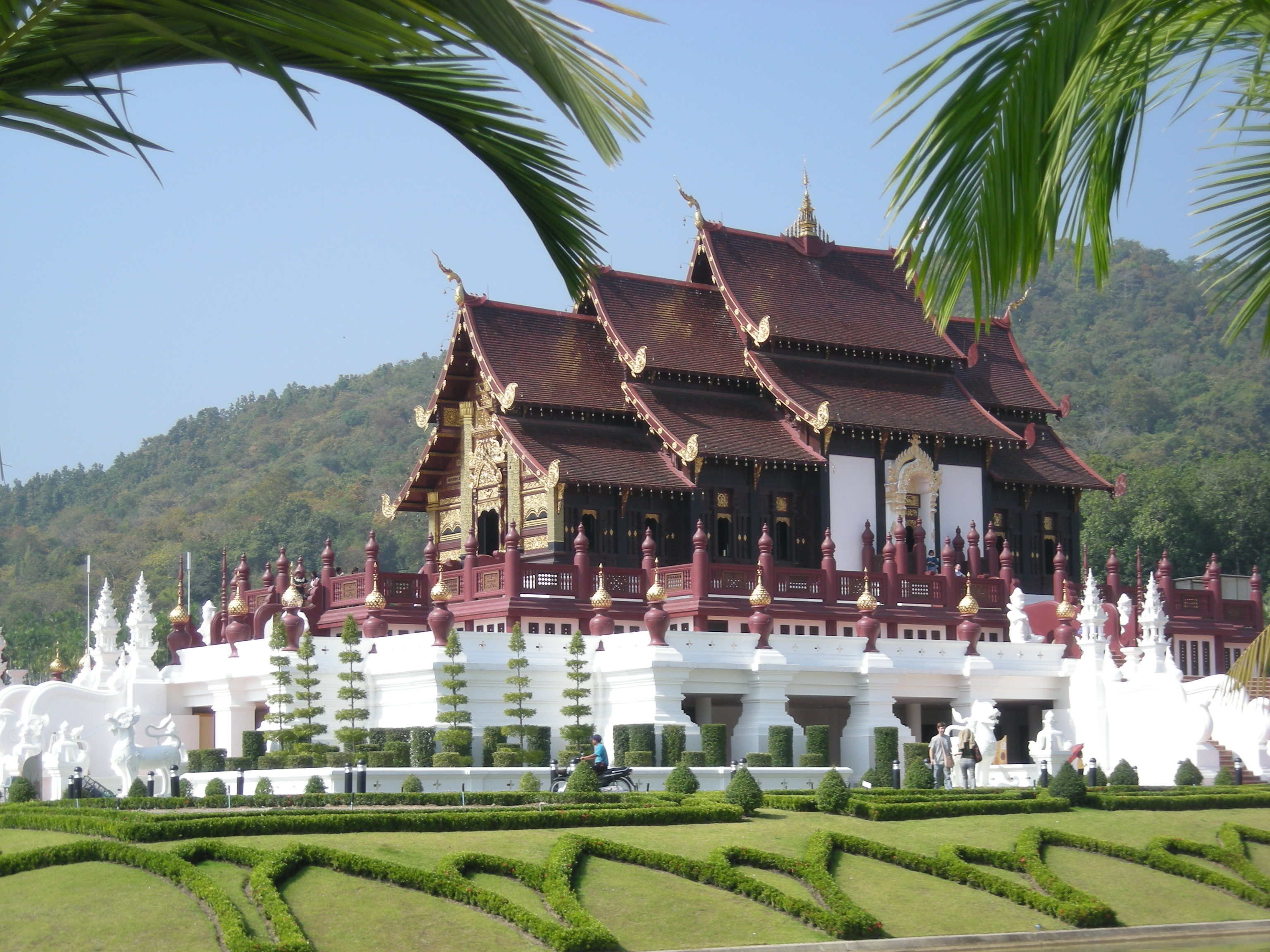
Pavillon royal
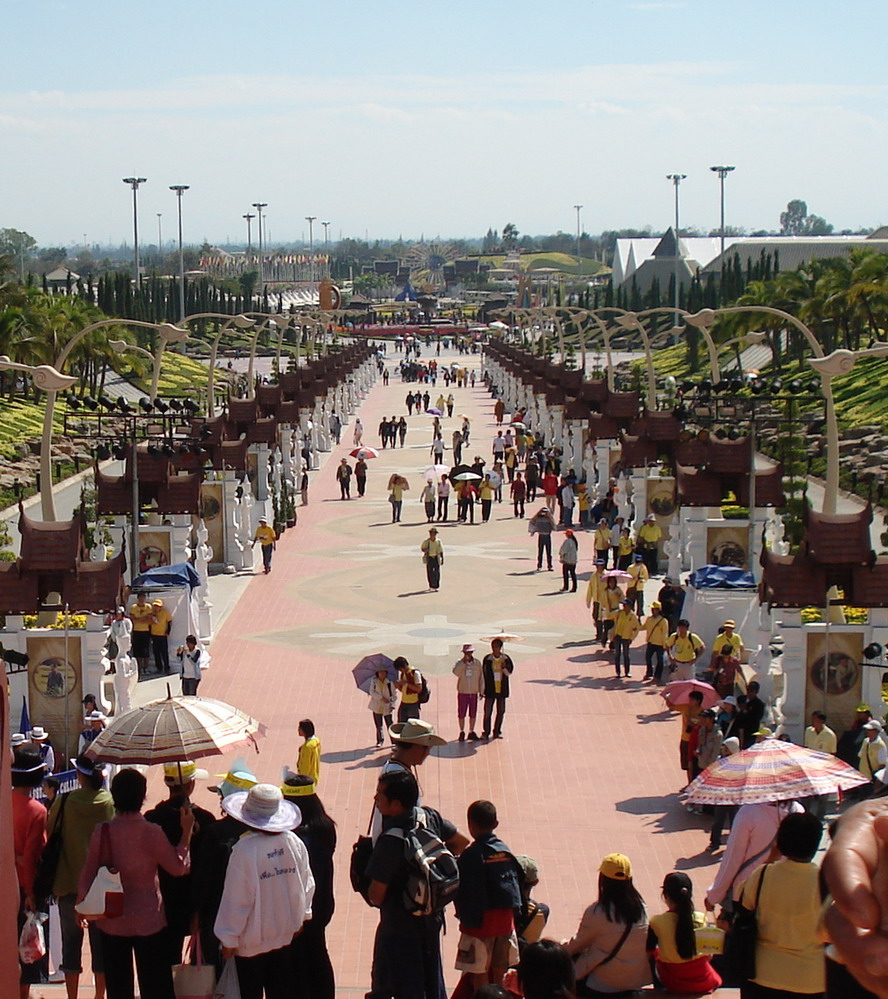
Rue principale
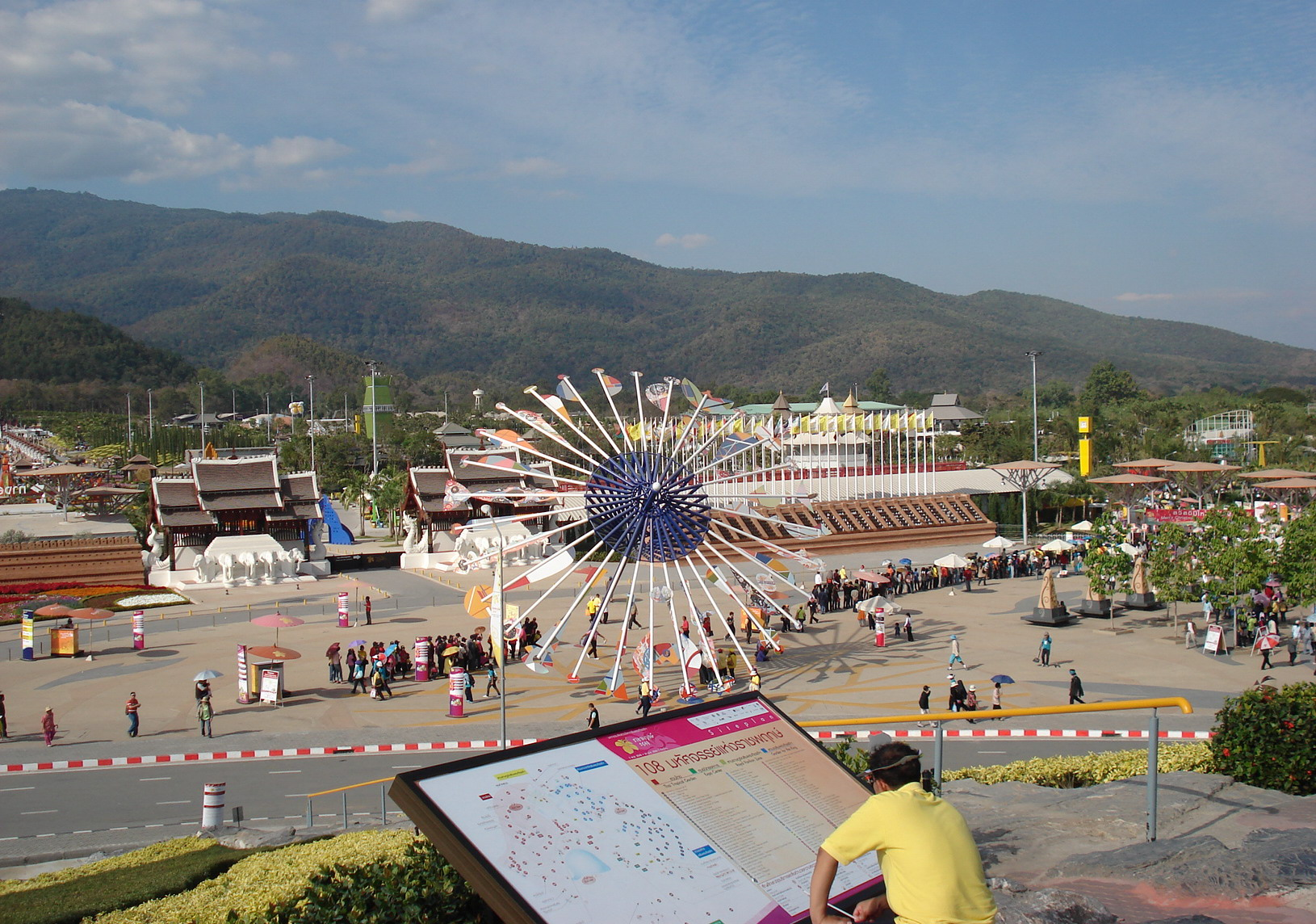
Derrière les jardins
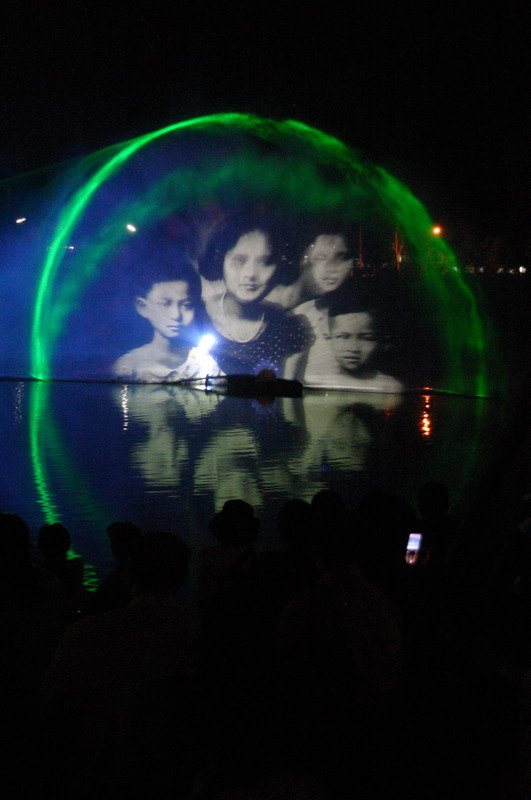
Spectacle royal son et lumière
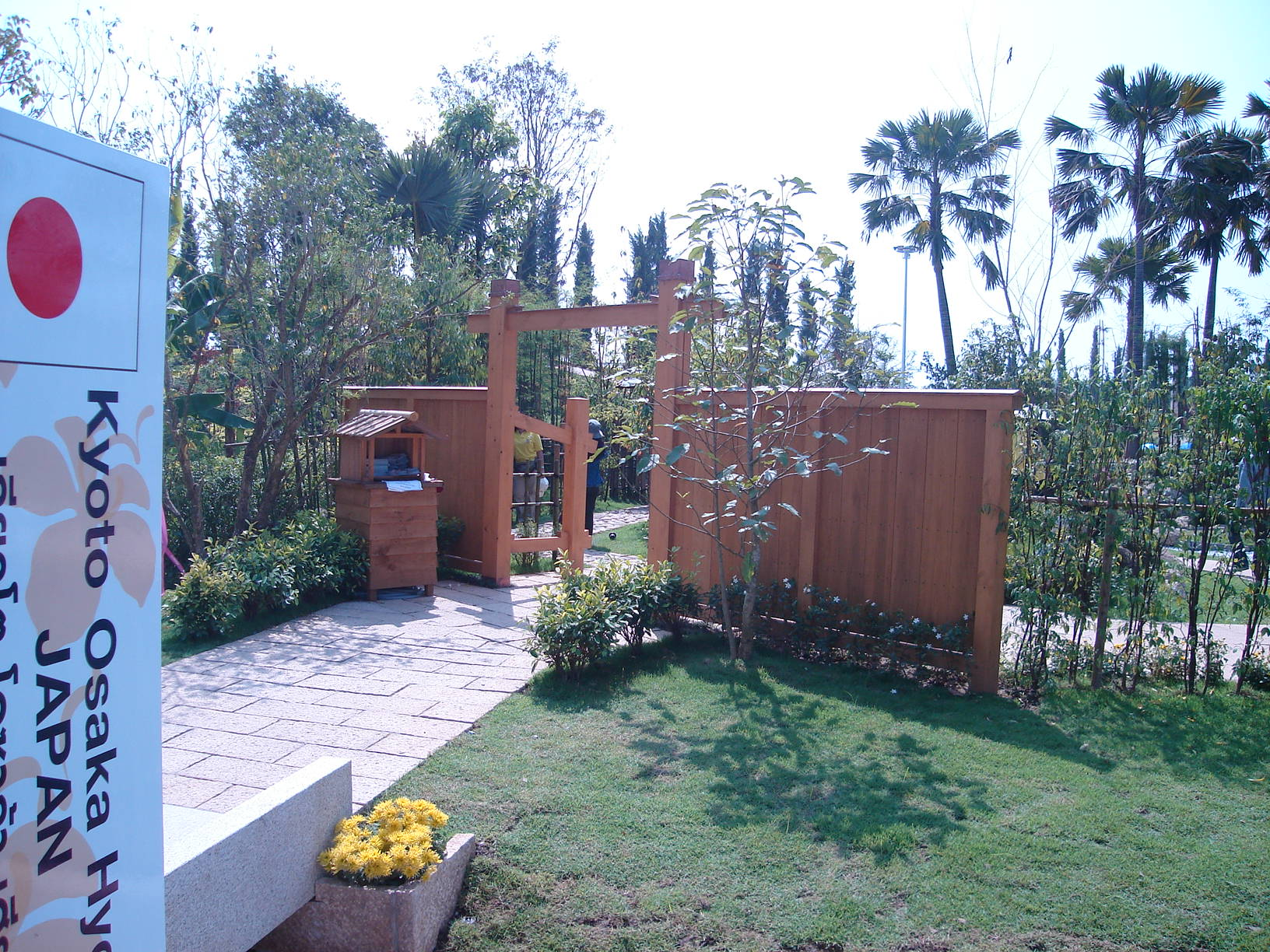
Jardin du Japon
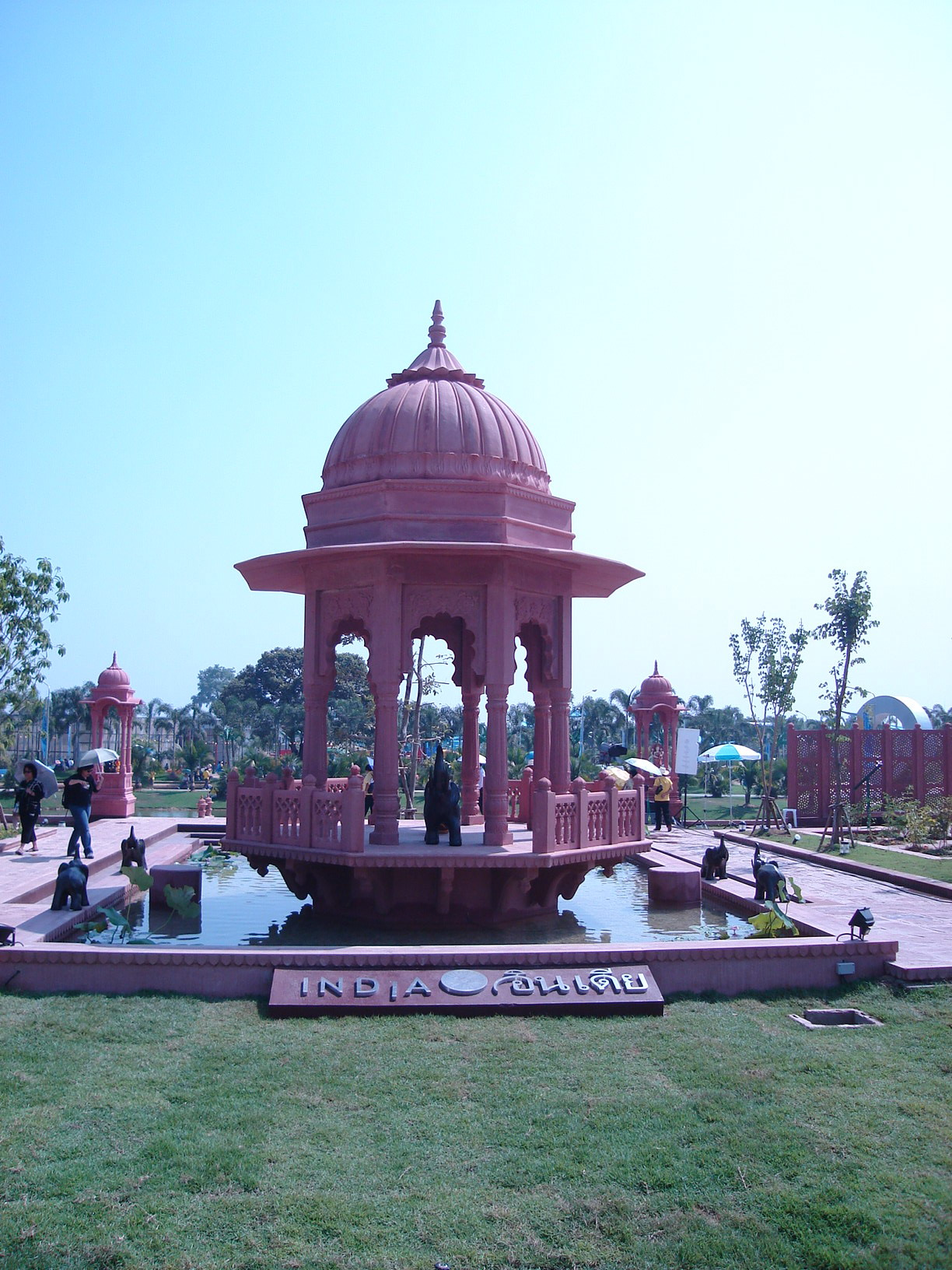
Jardin de l'Inde
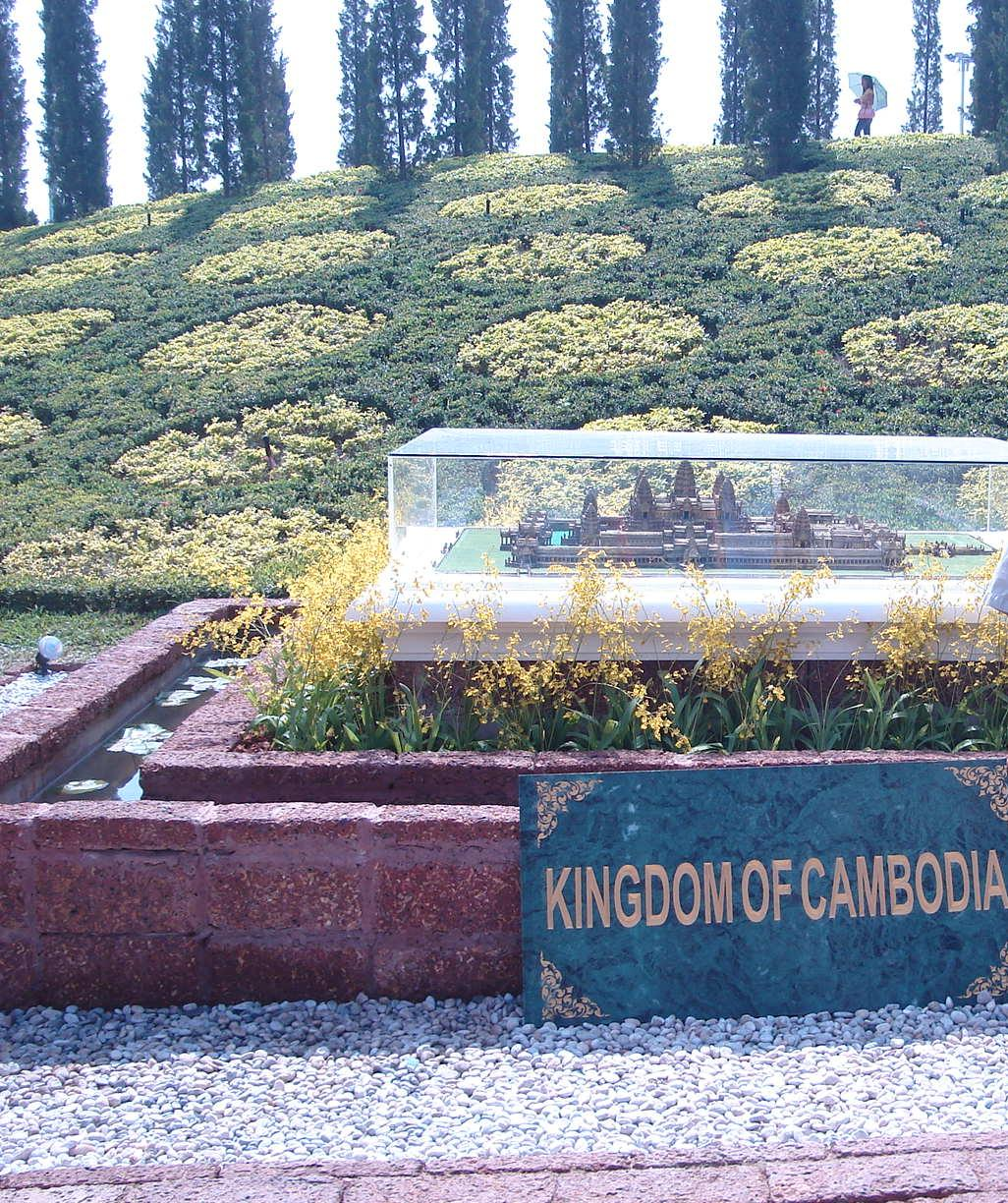
Jardin du Cambodge
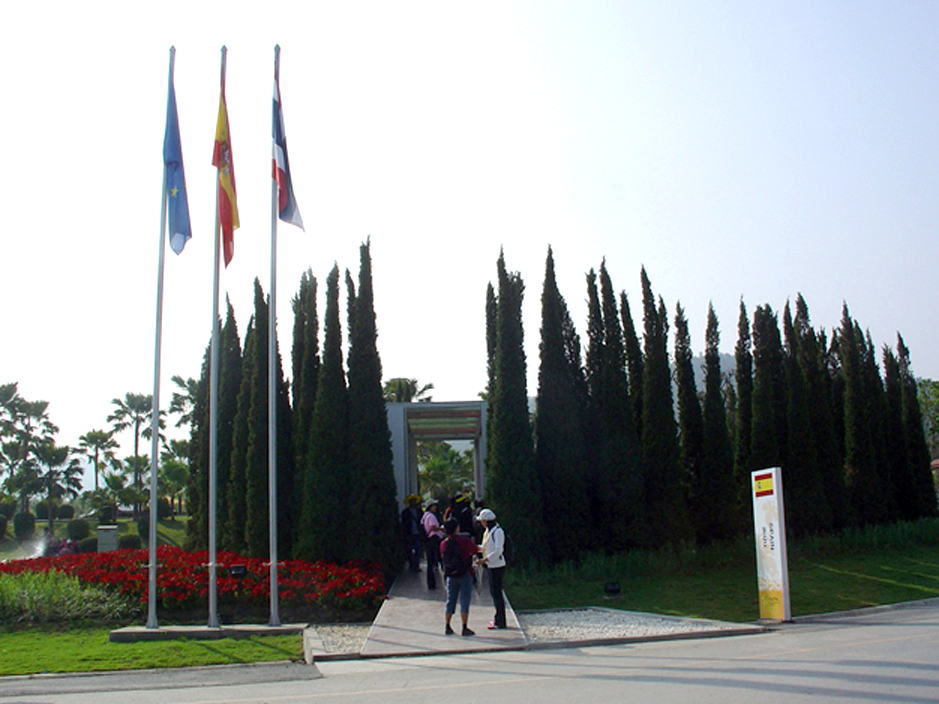
Jardin d'Espagne
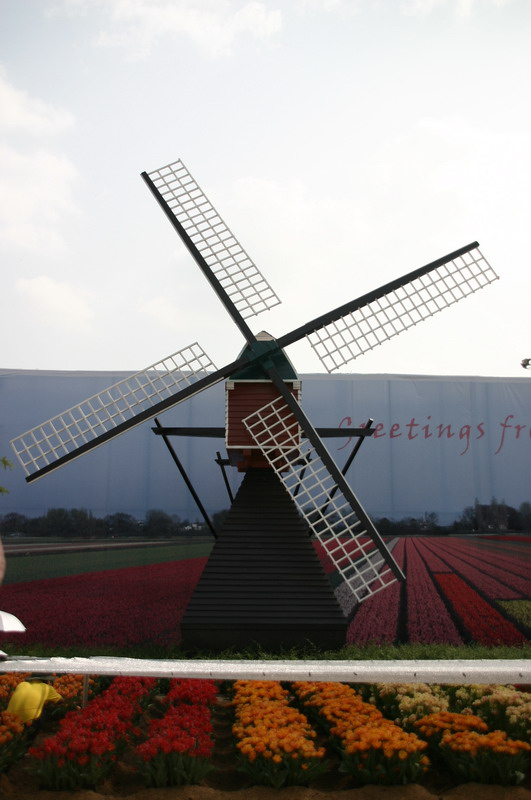
Jardin des Pays-Bas

Pavillon des orchidées
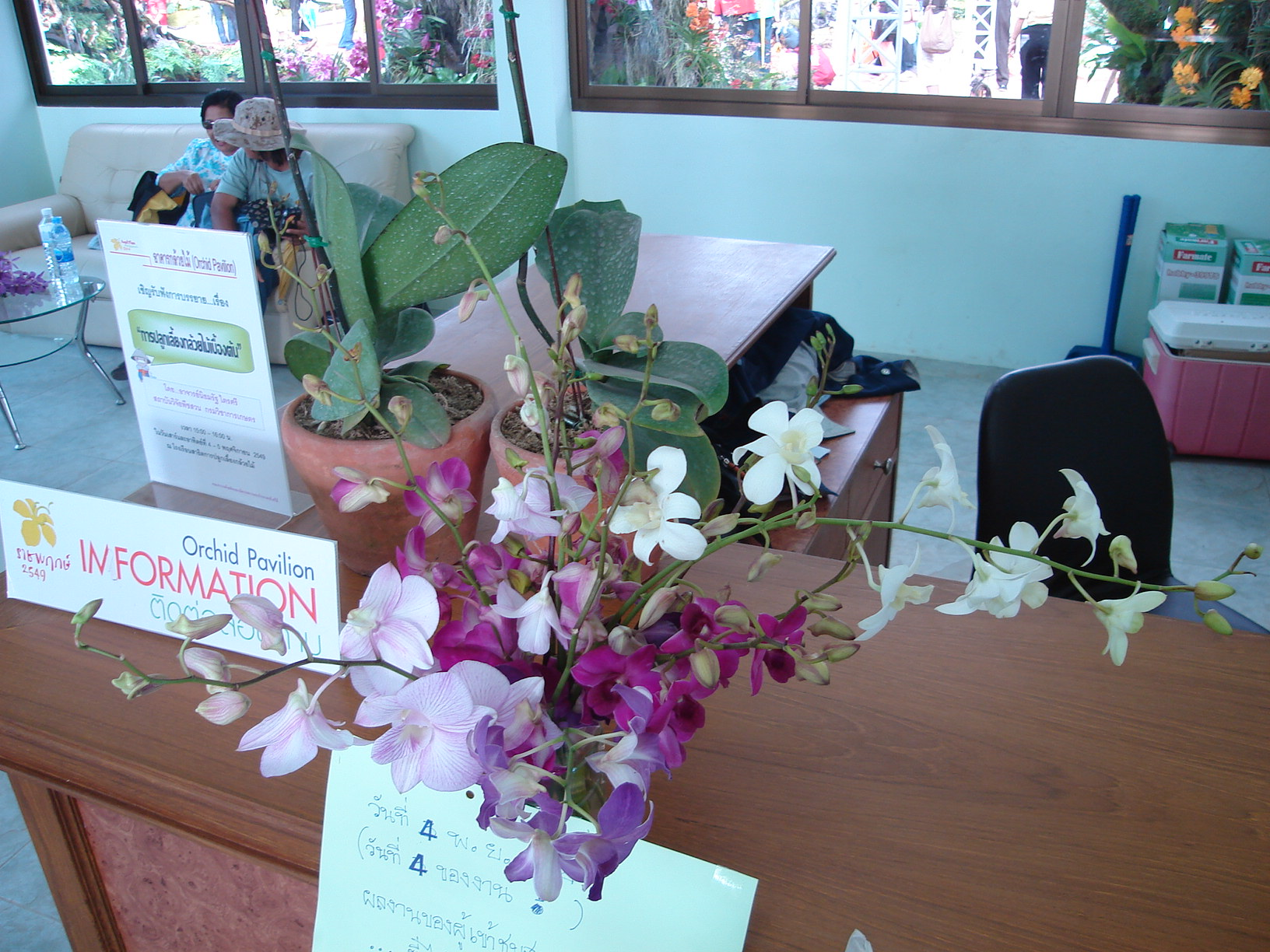
Accueil
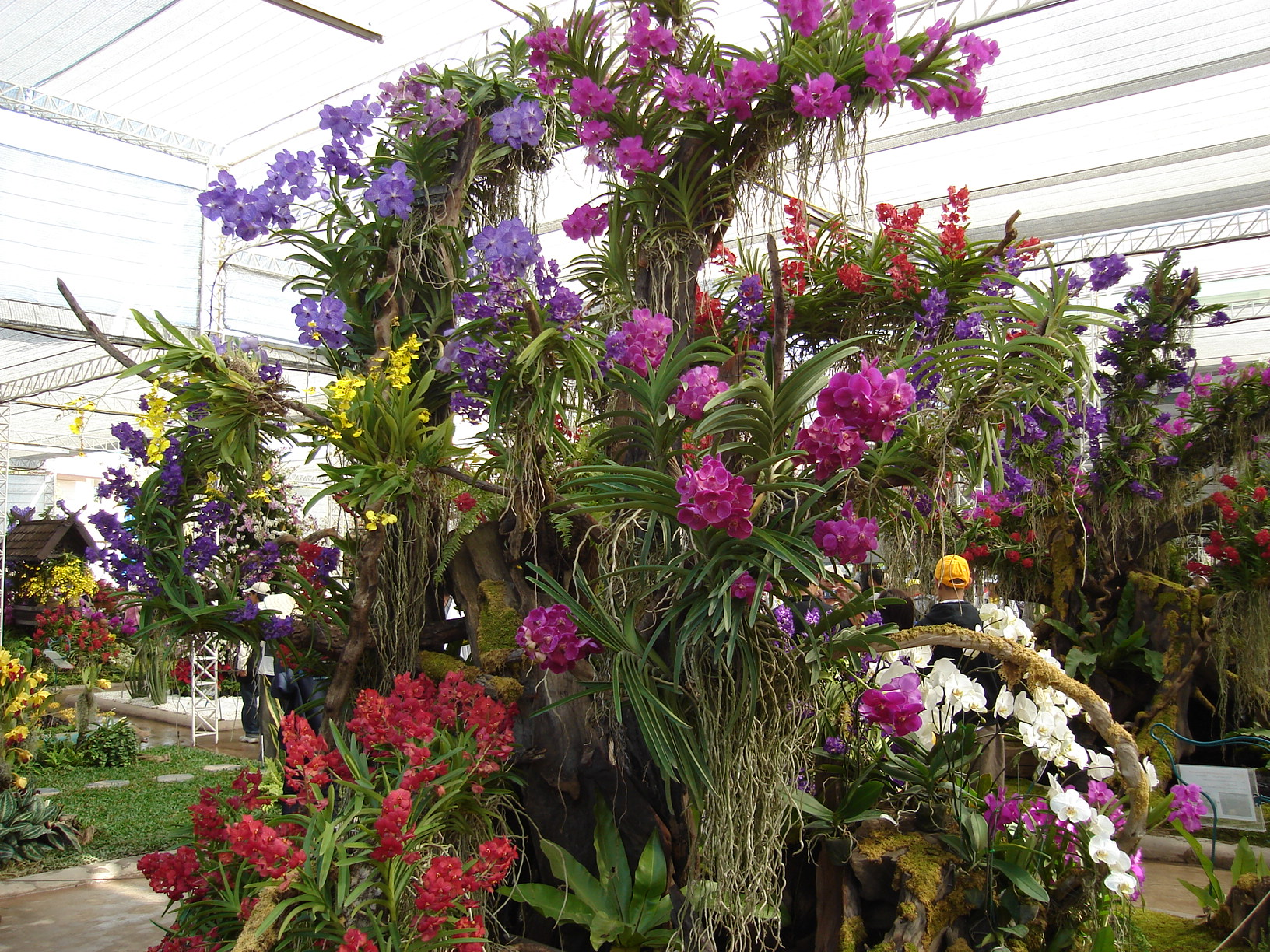
Composition florale
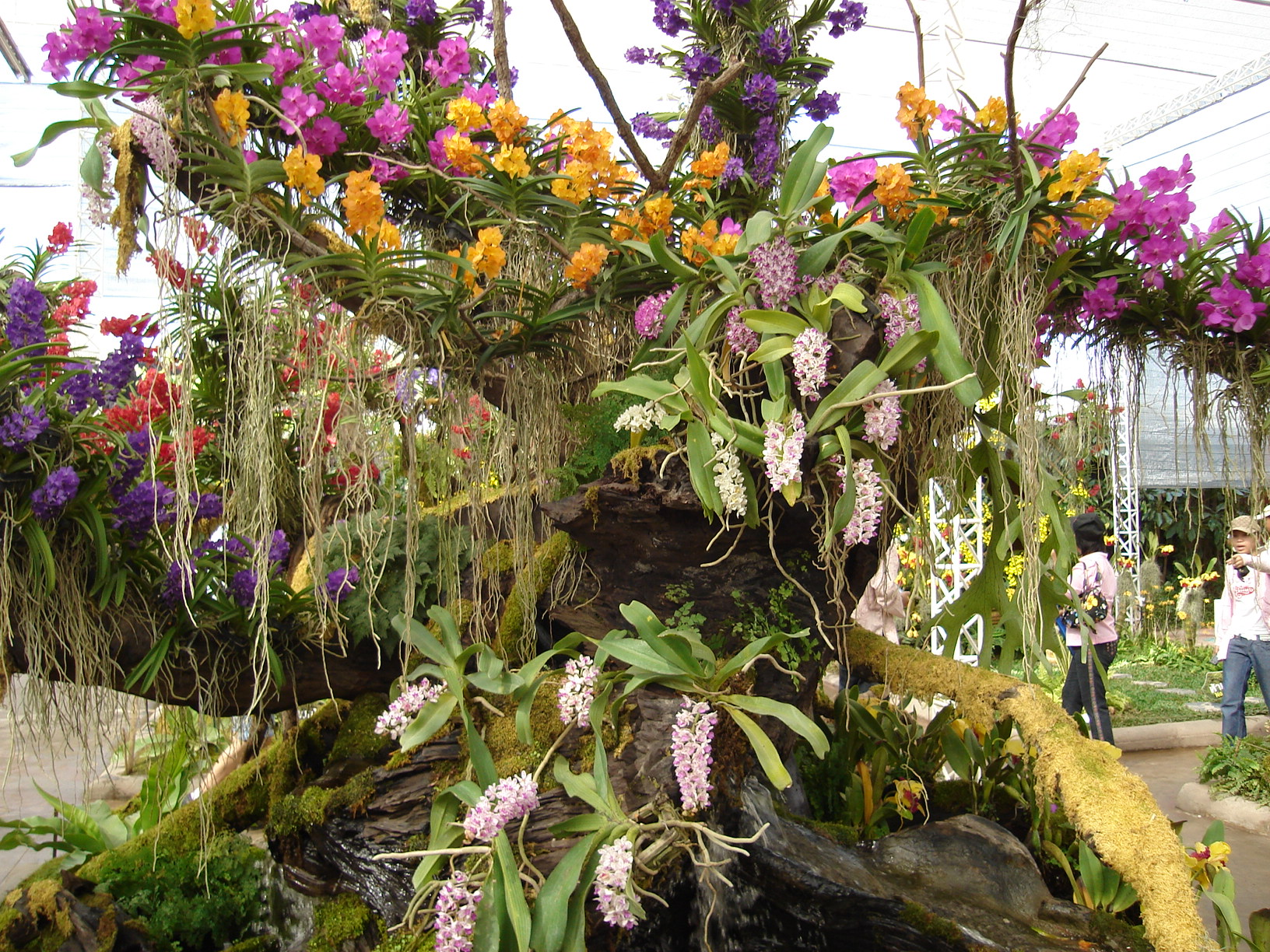
Composition florale
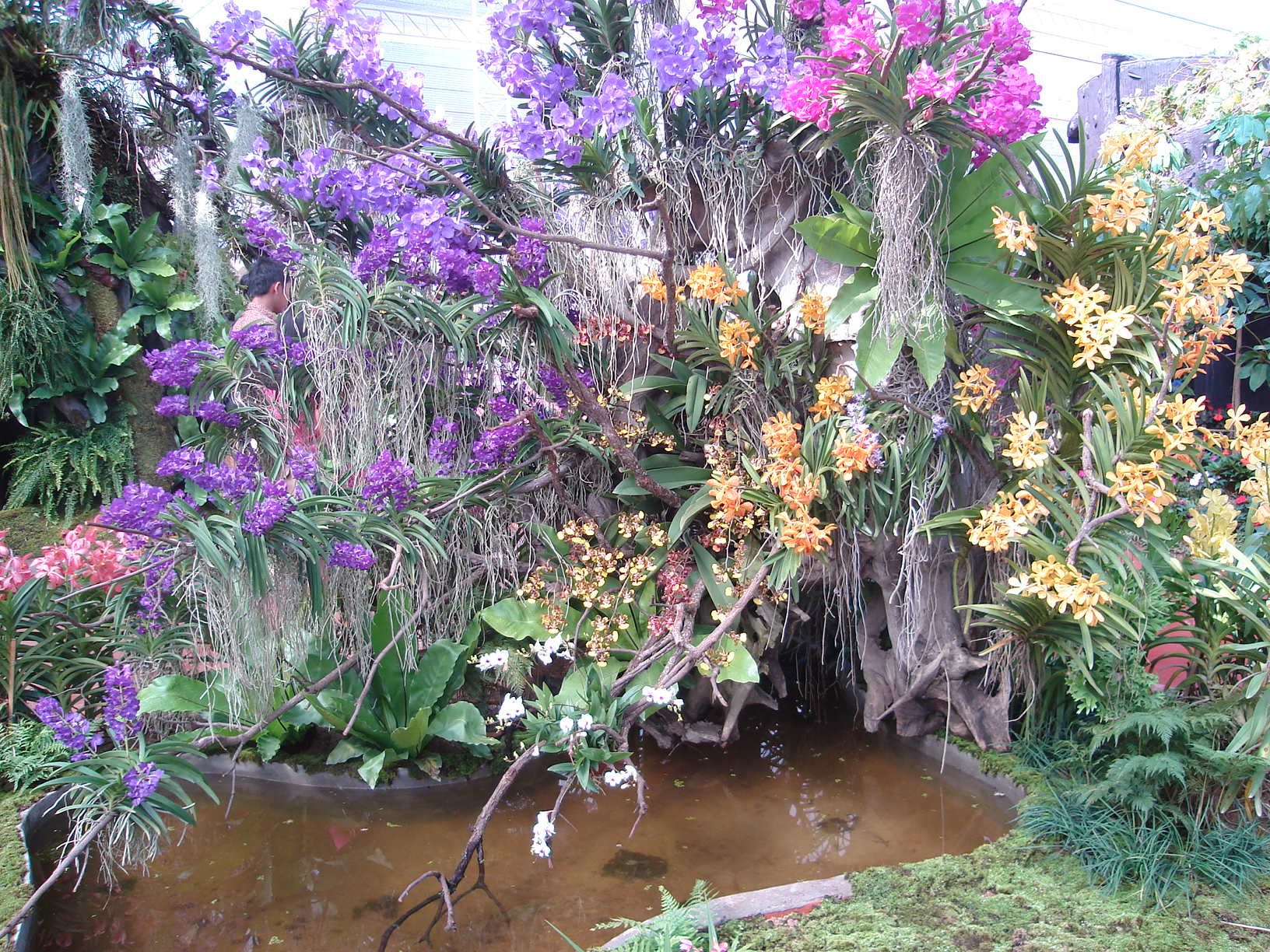
Composition florale
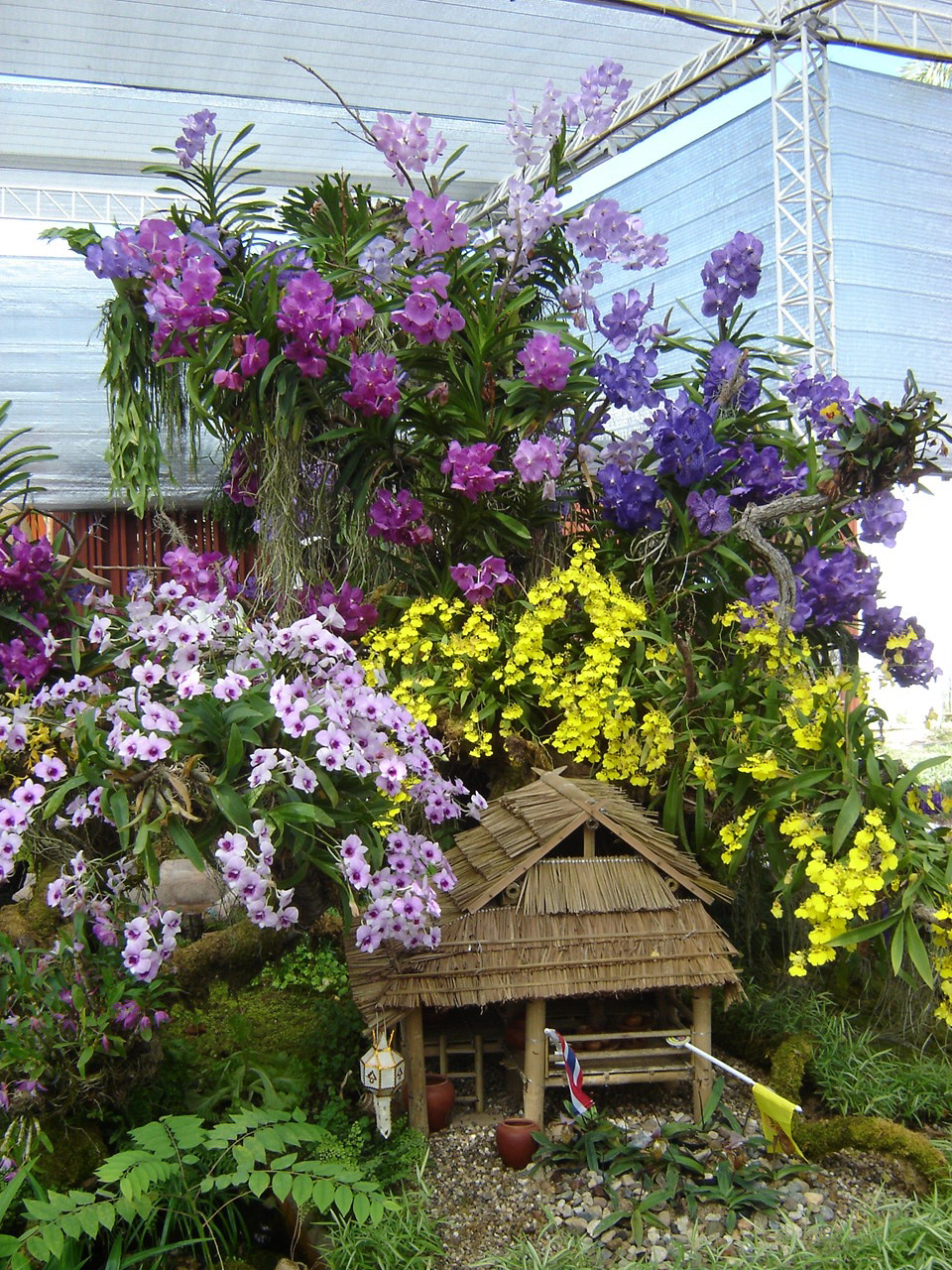
Composition florale
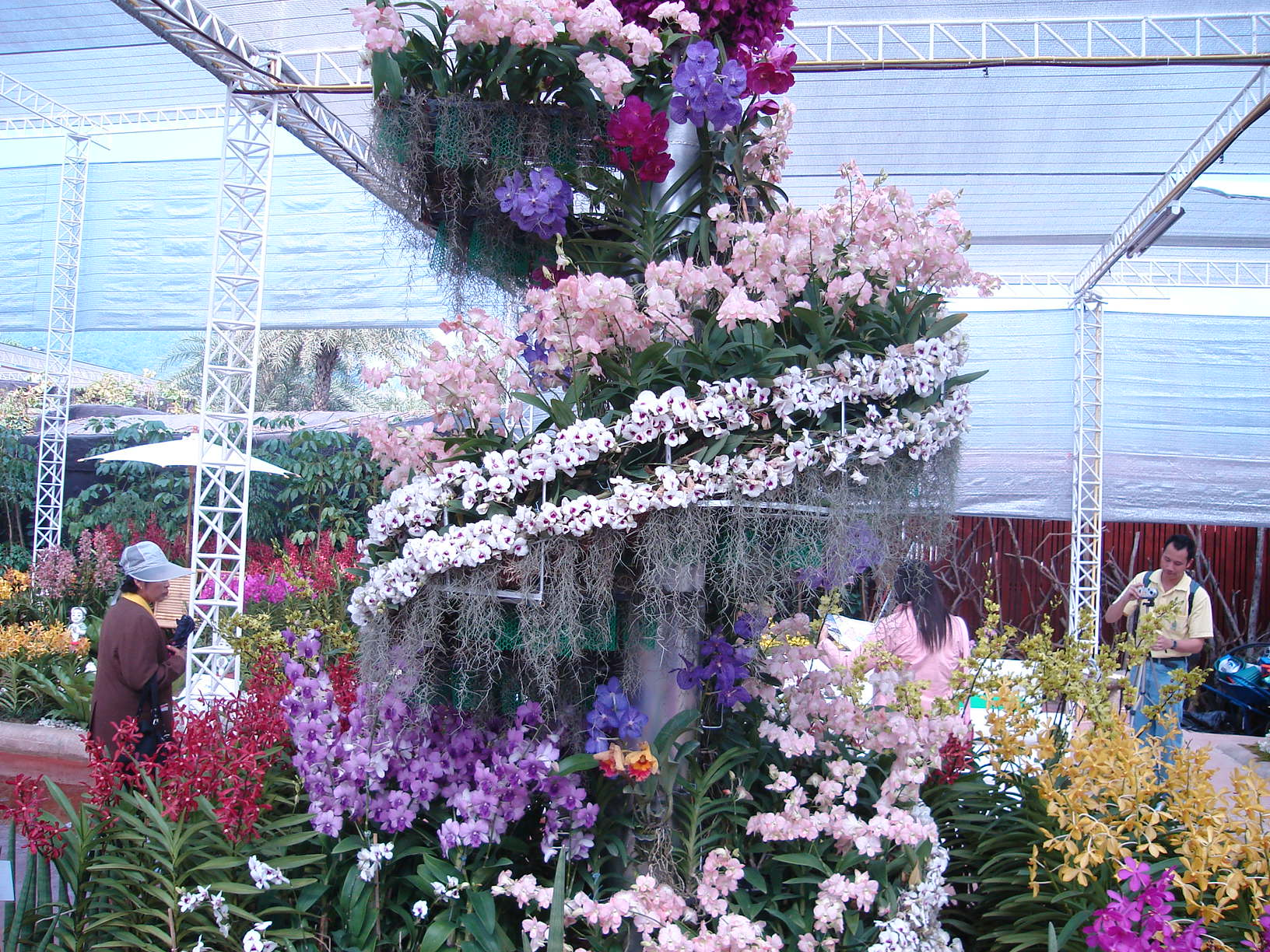
Composition florale
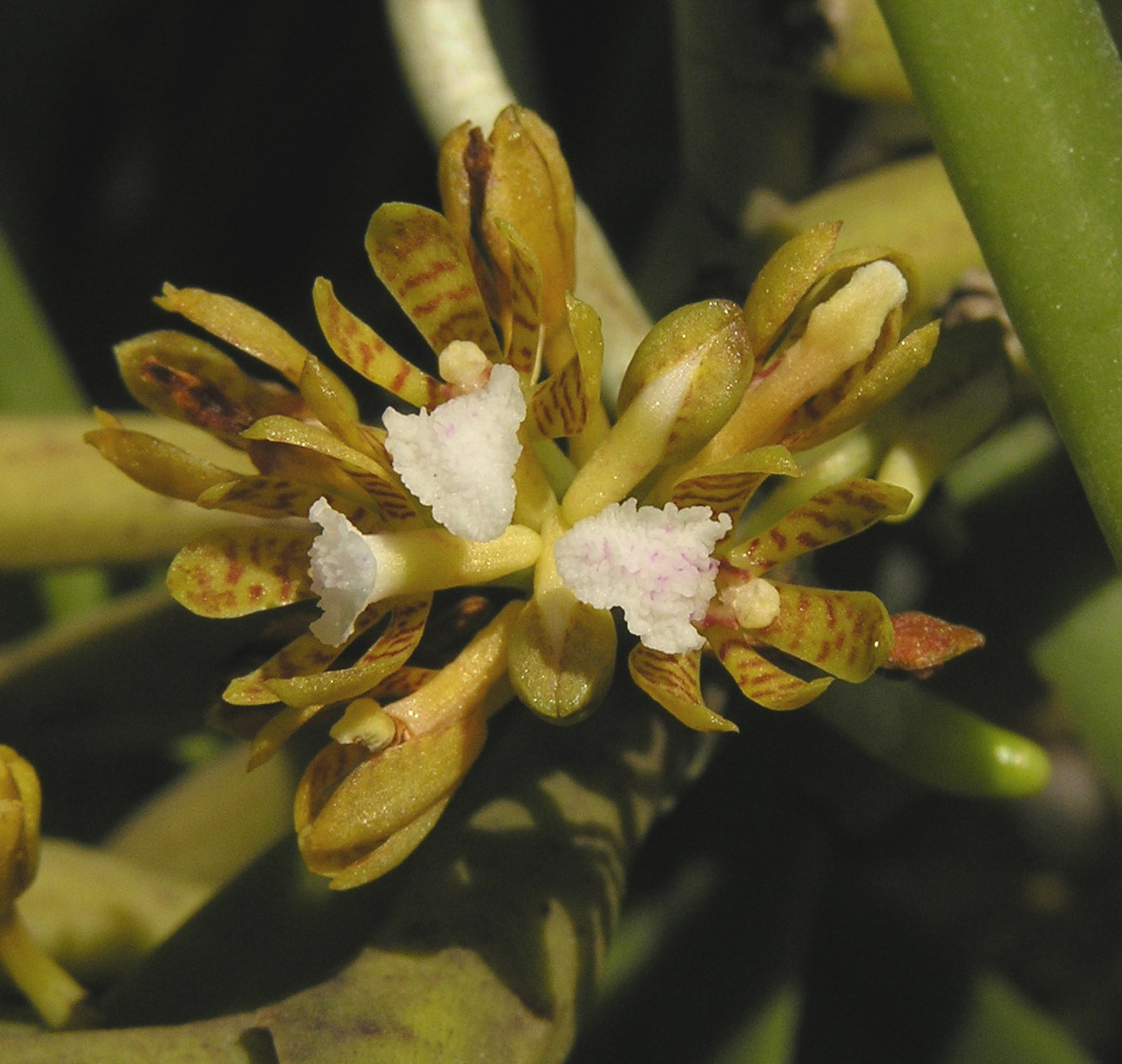
Acampe praemorsa
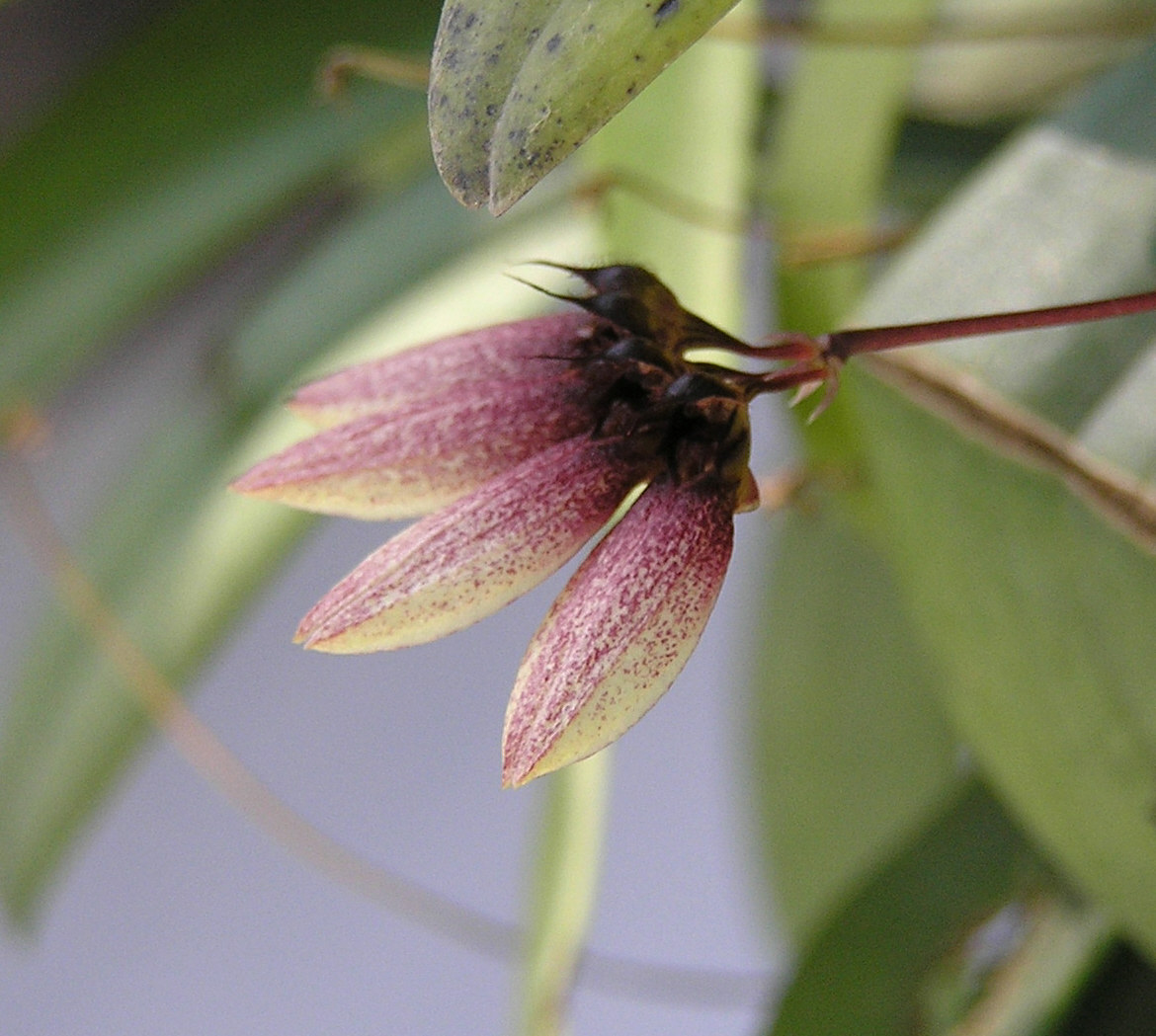
Bulbophyllum flabellum-veneris
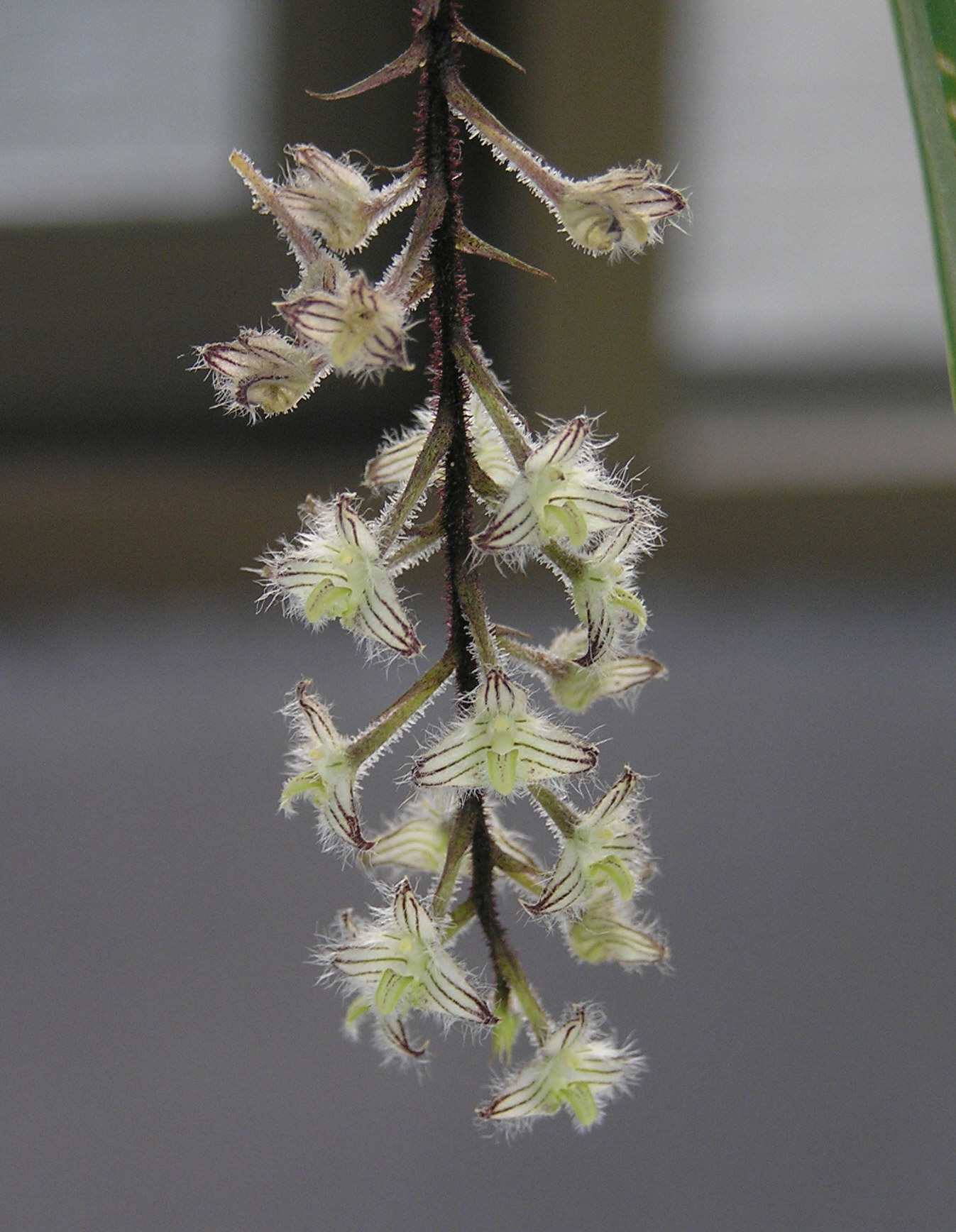
Bulbophyllum lindleyanum
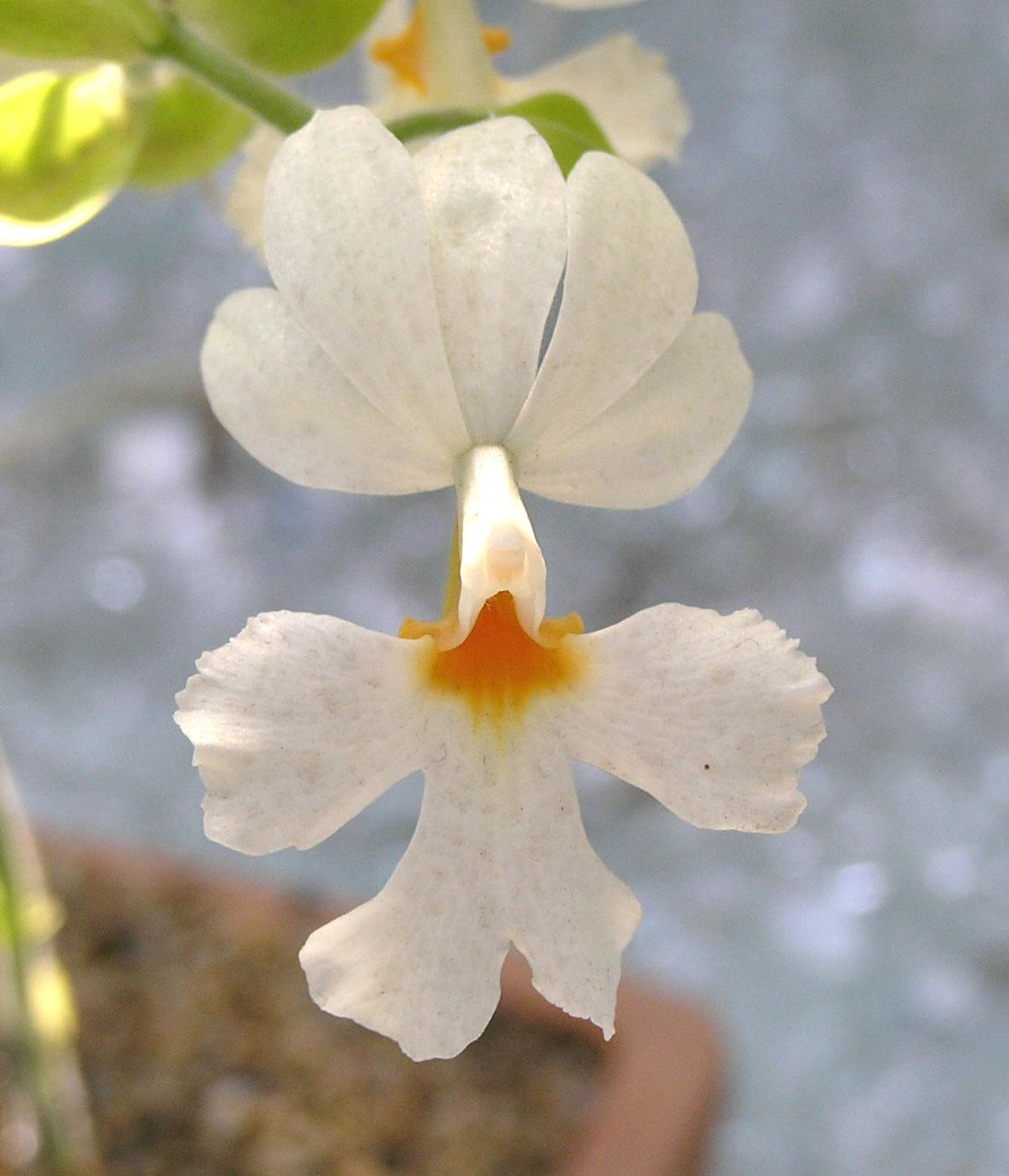
Calanthe vestita
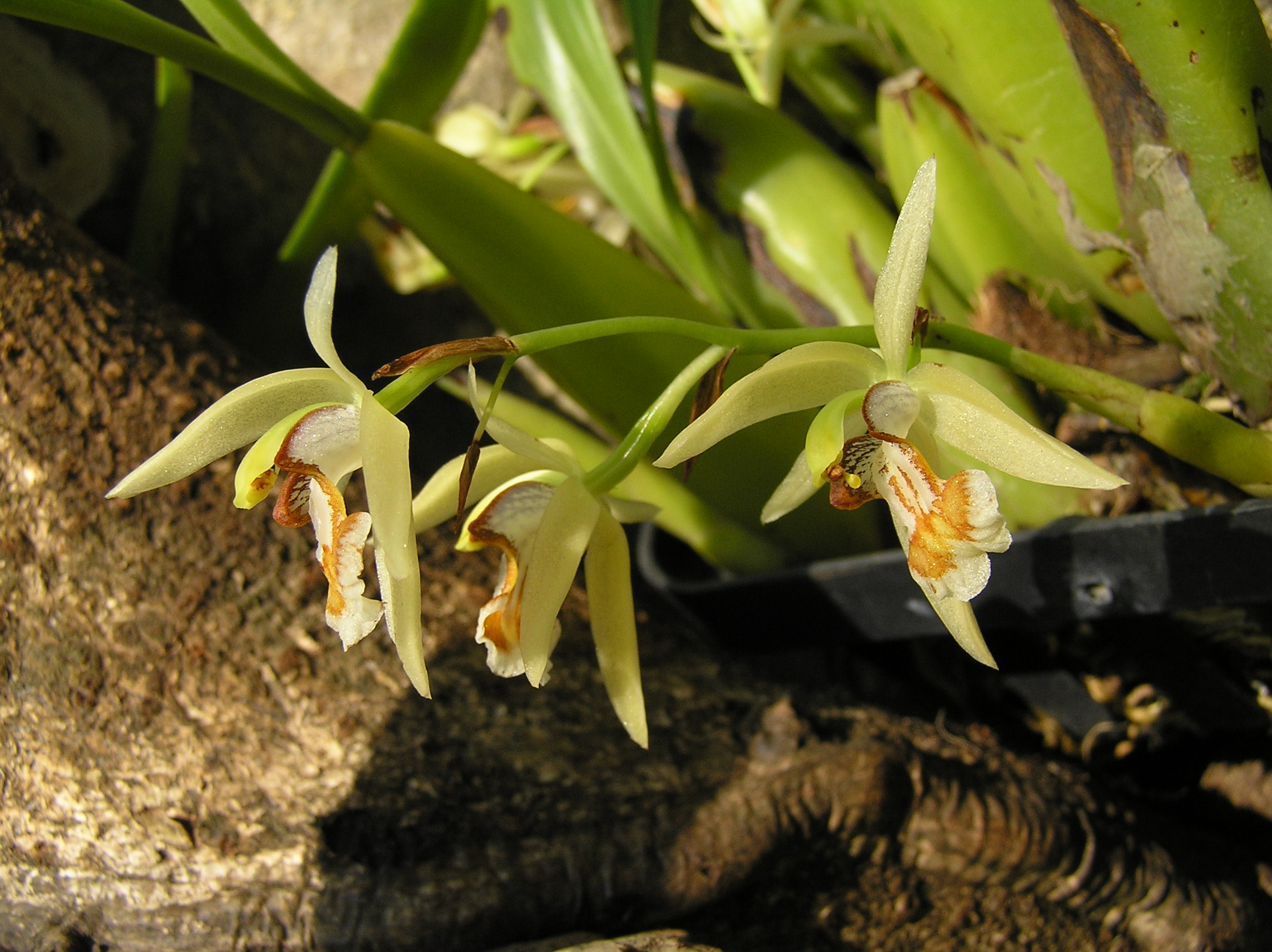
Coelogyne nitida
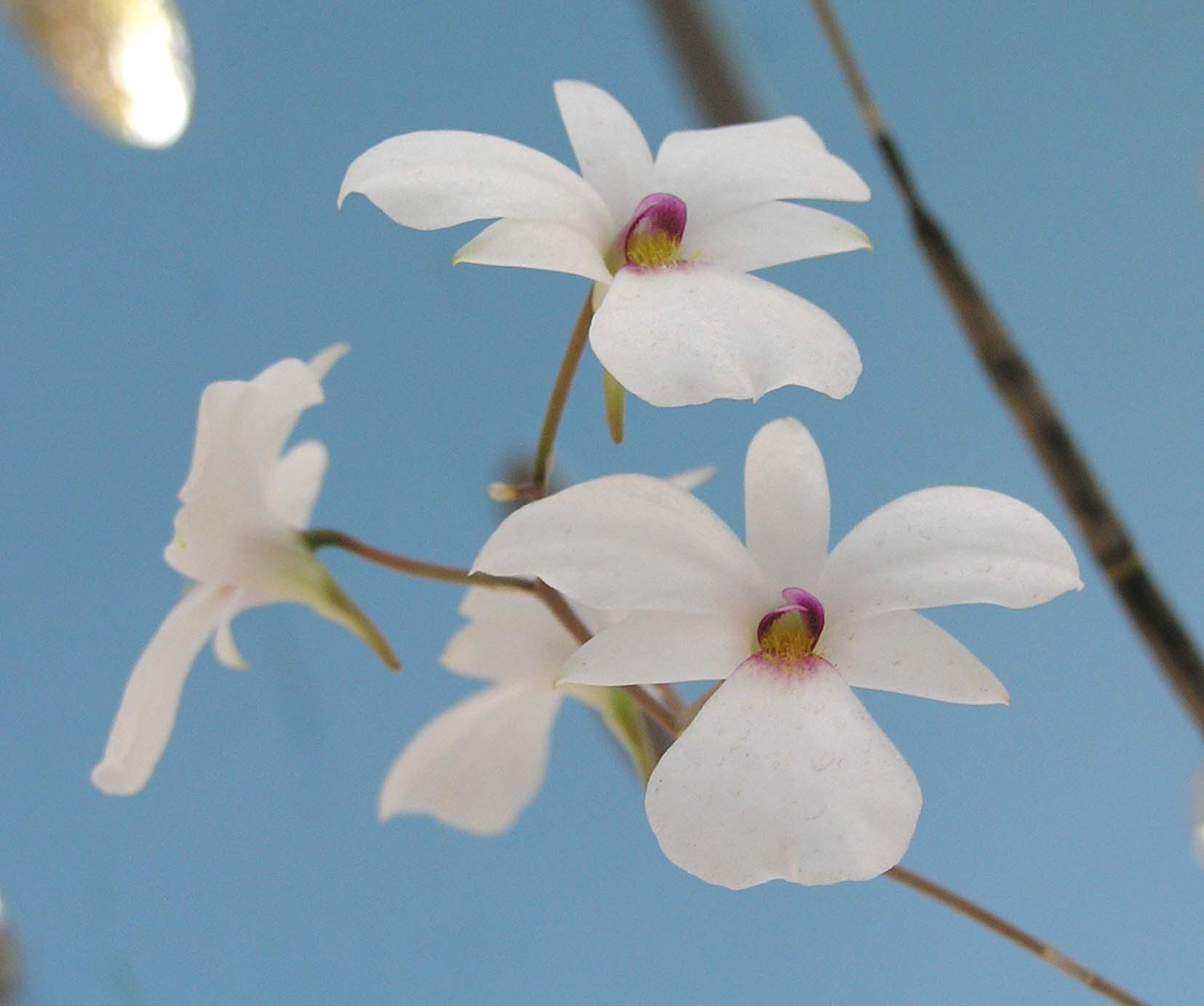
Dendrobium fytchianum
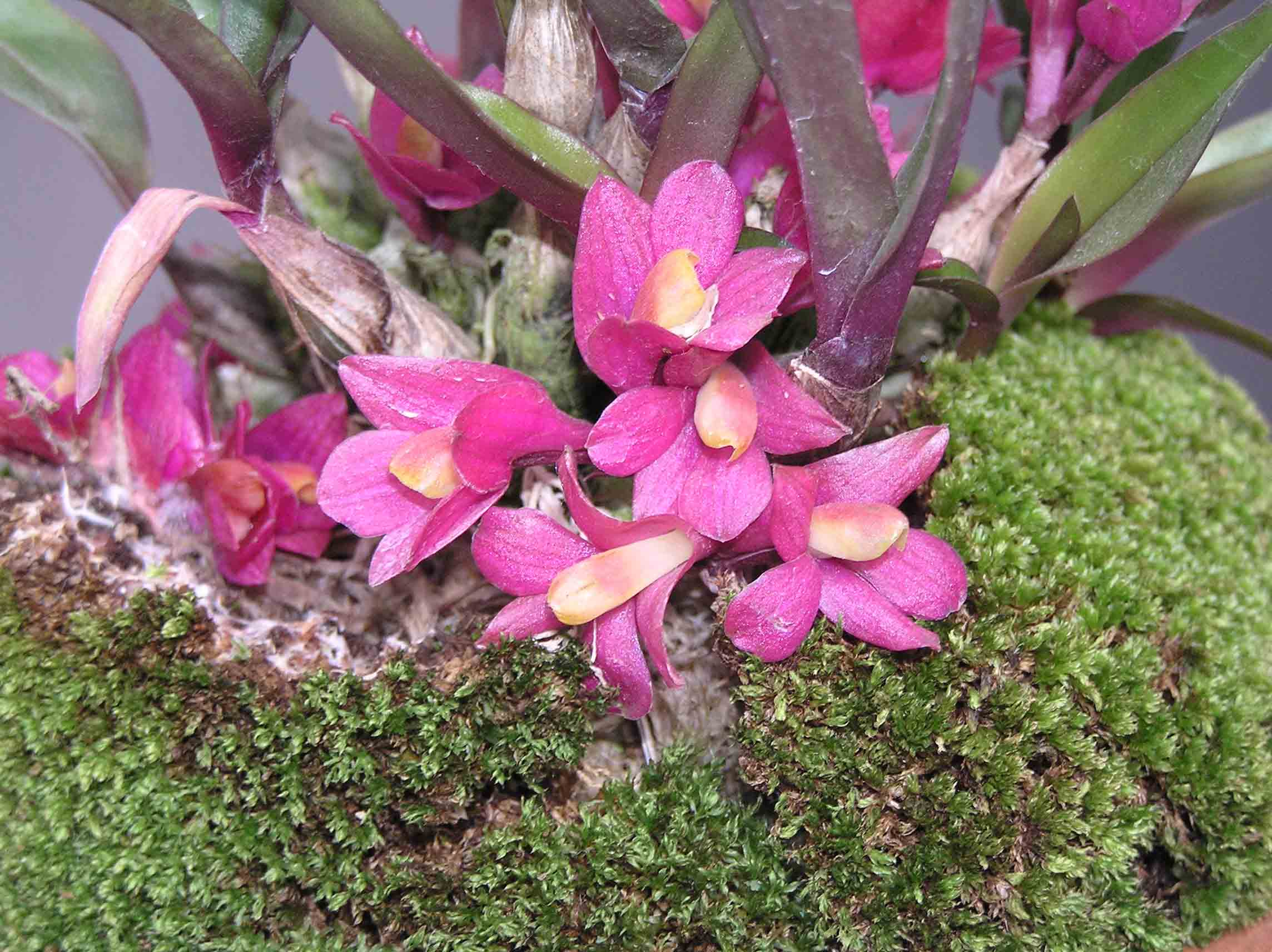
Dendrobium laevifolium
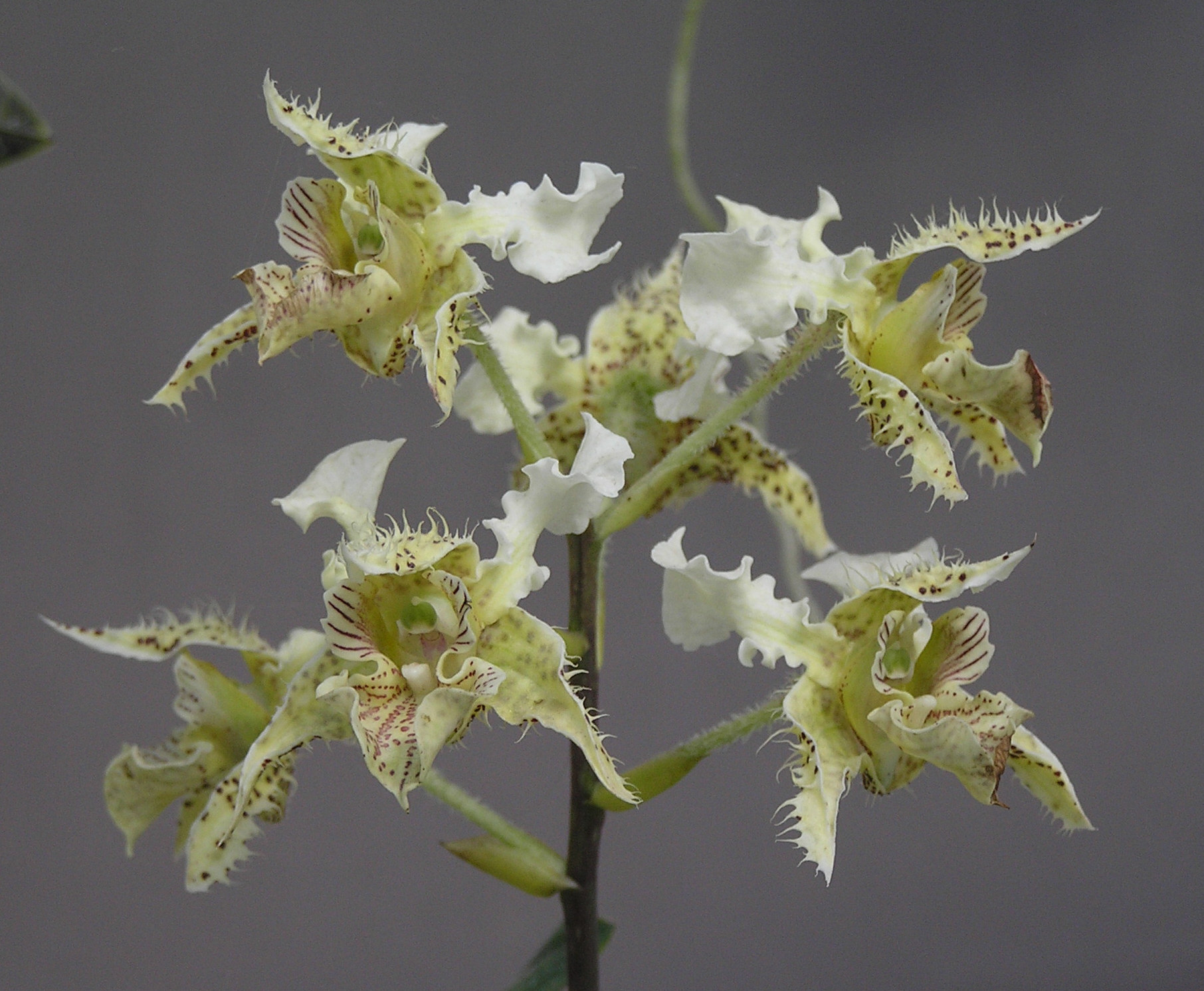
Dendrobium macrophyllum
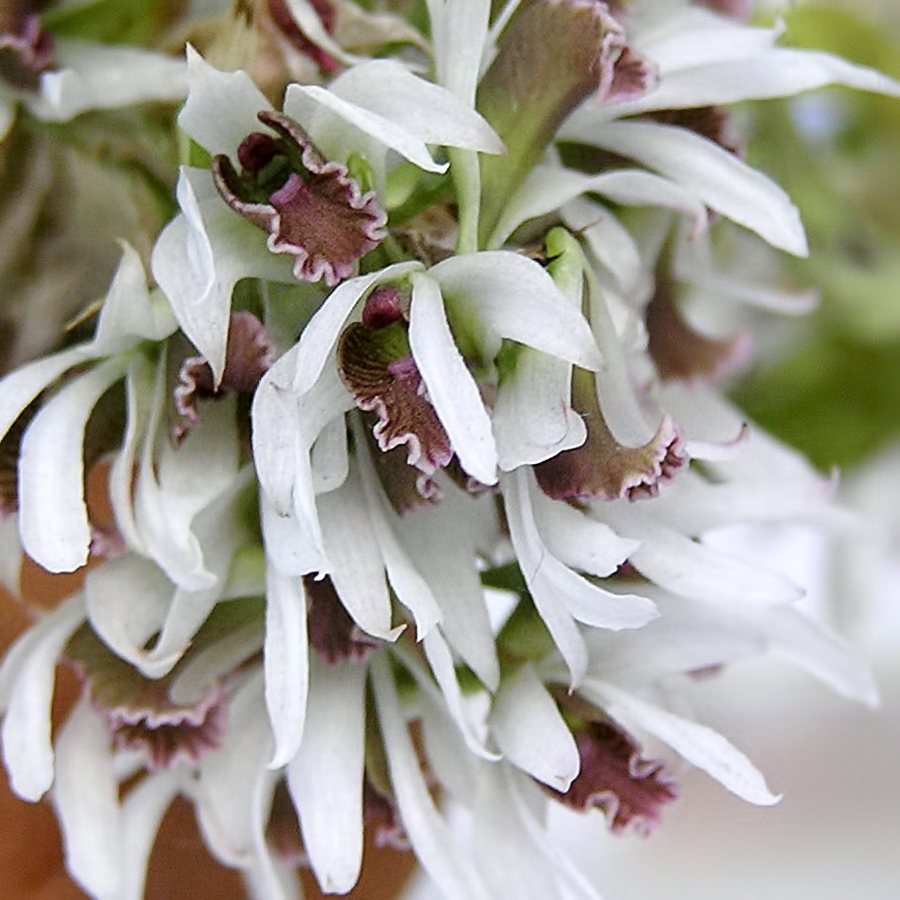
Dendrobium peguanum
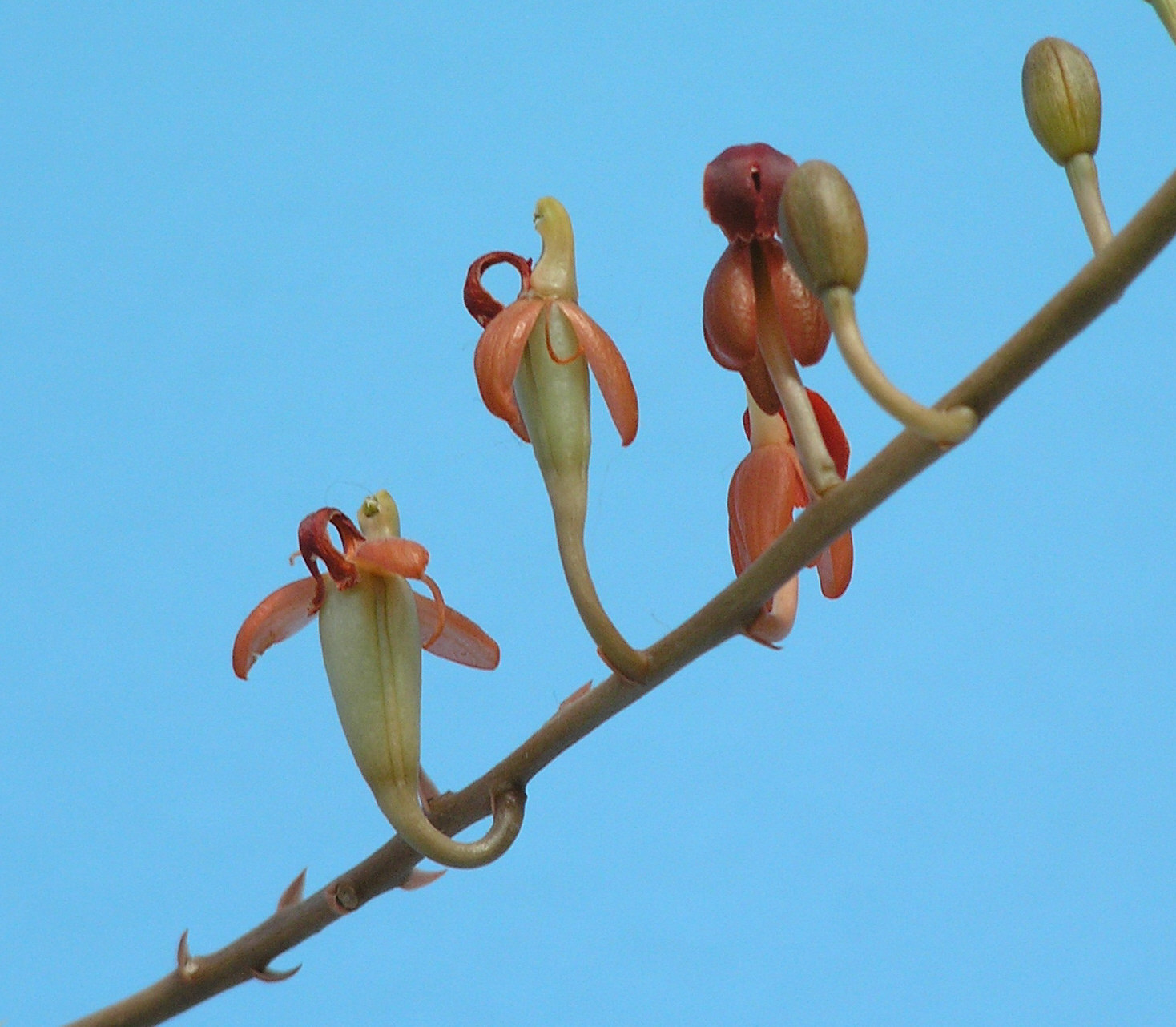
Liparis latifolia
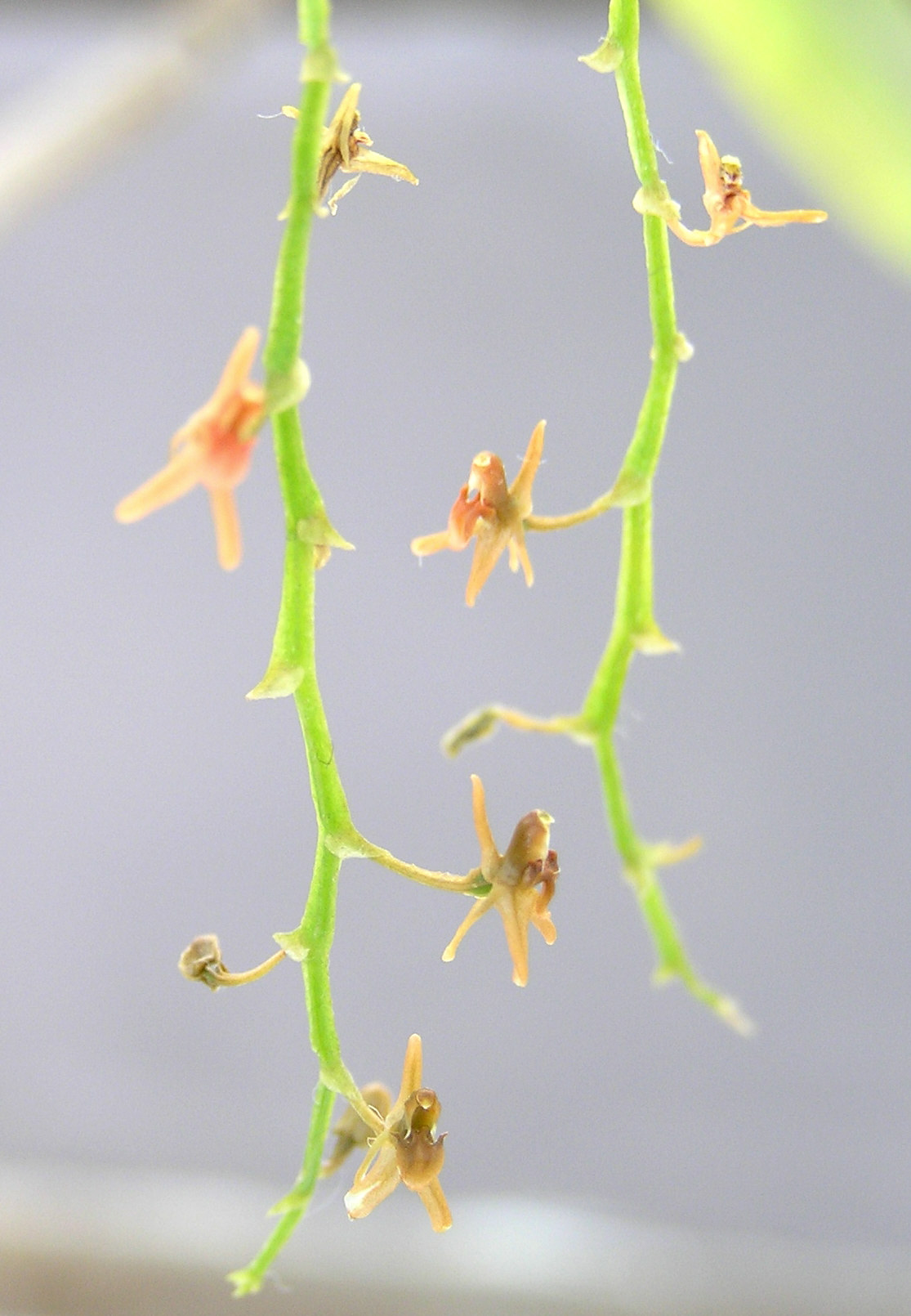
Liparis resupinata
Pelatantheria insectifera
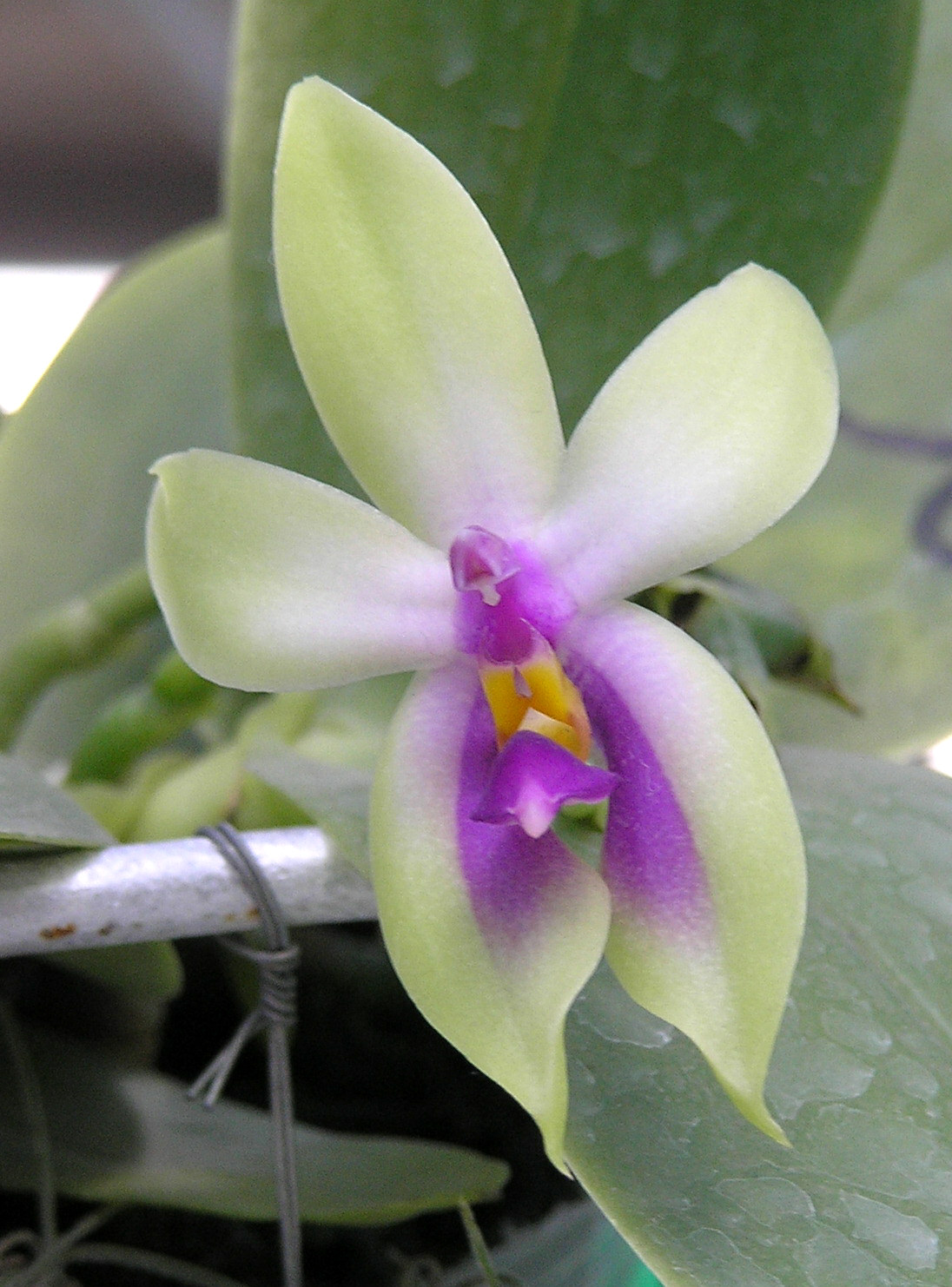
Phalaenopsis bellina
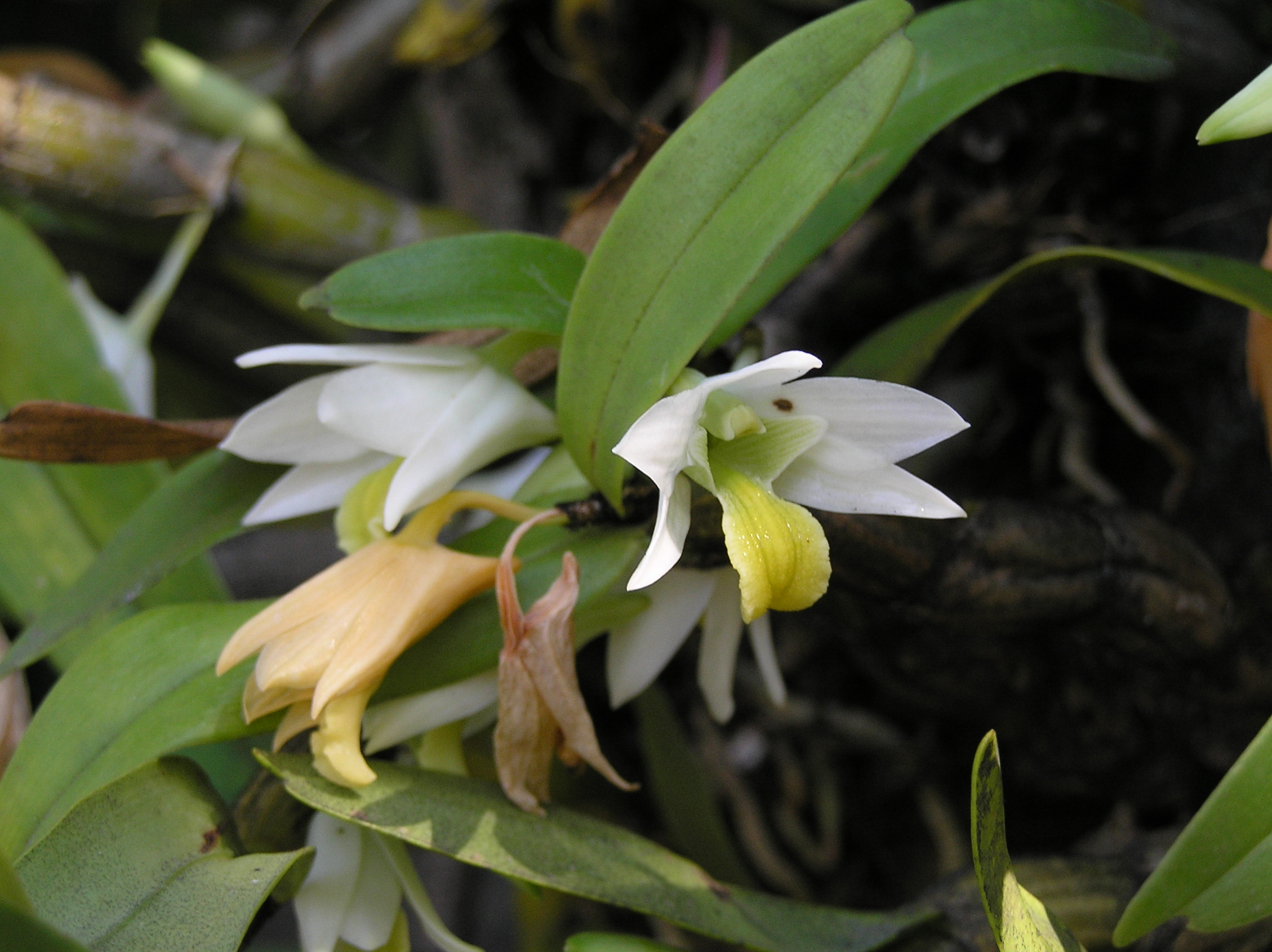
Pholidota articulata
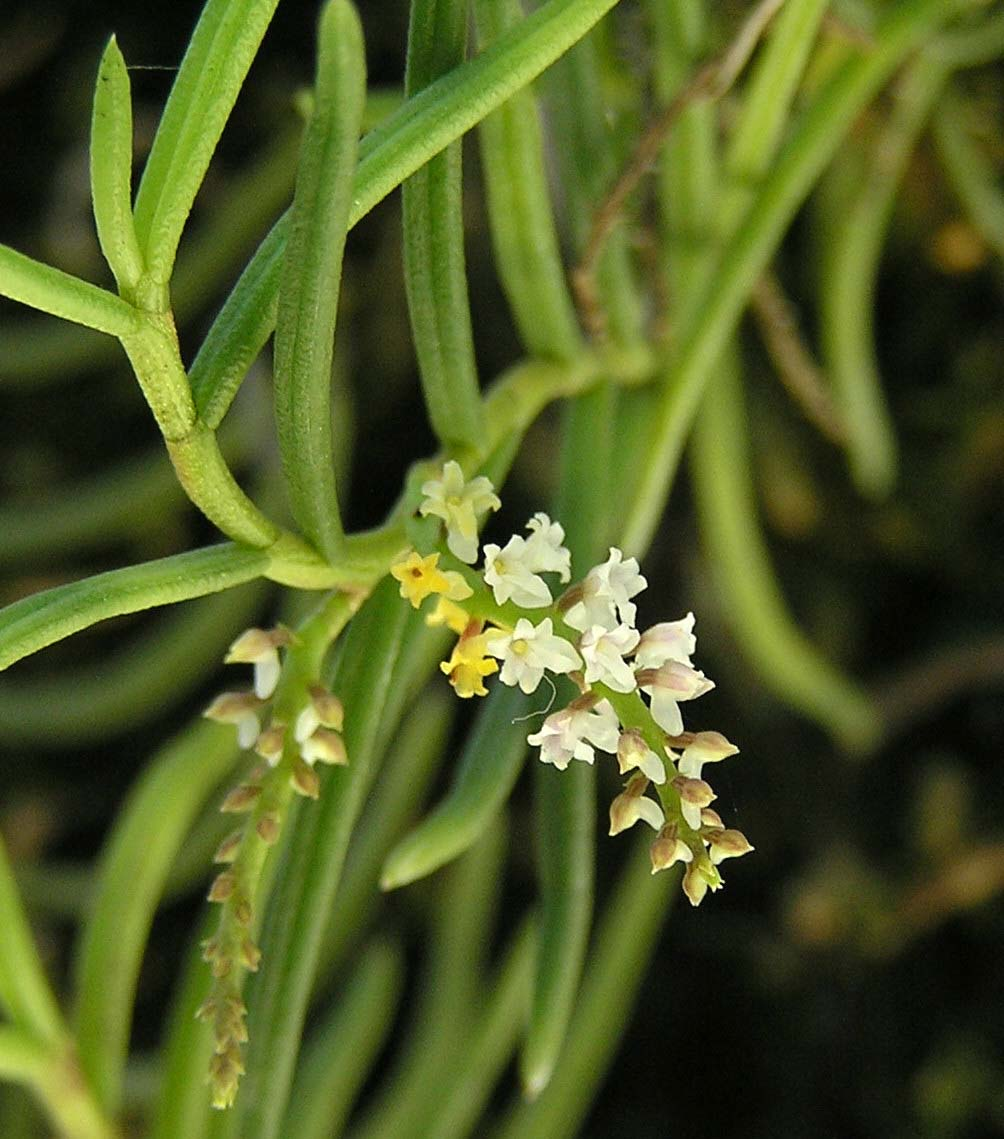
Schoenorchis micrantha
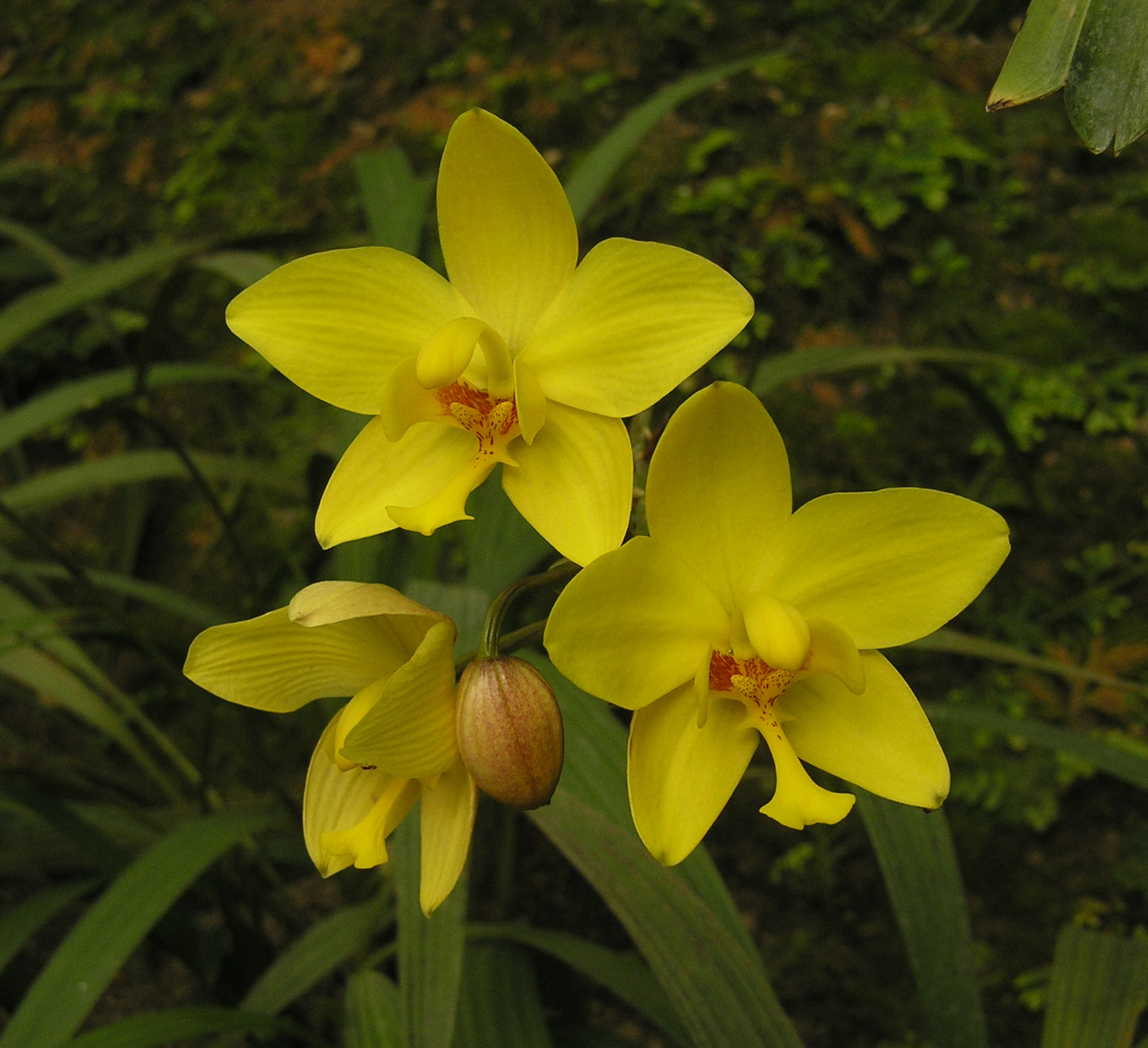
Spathoglottis affinis
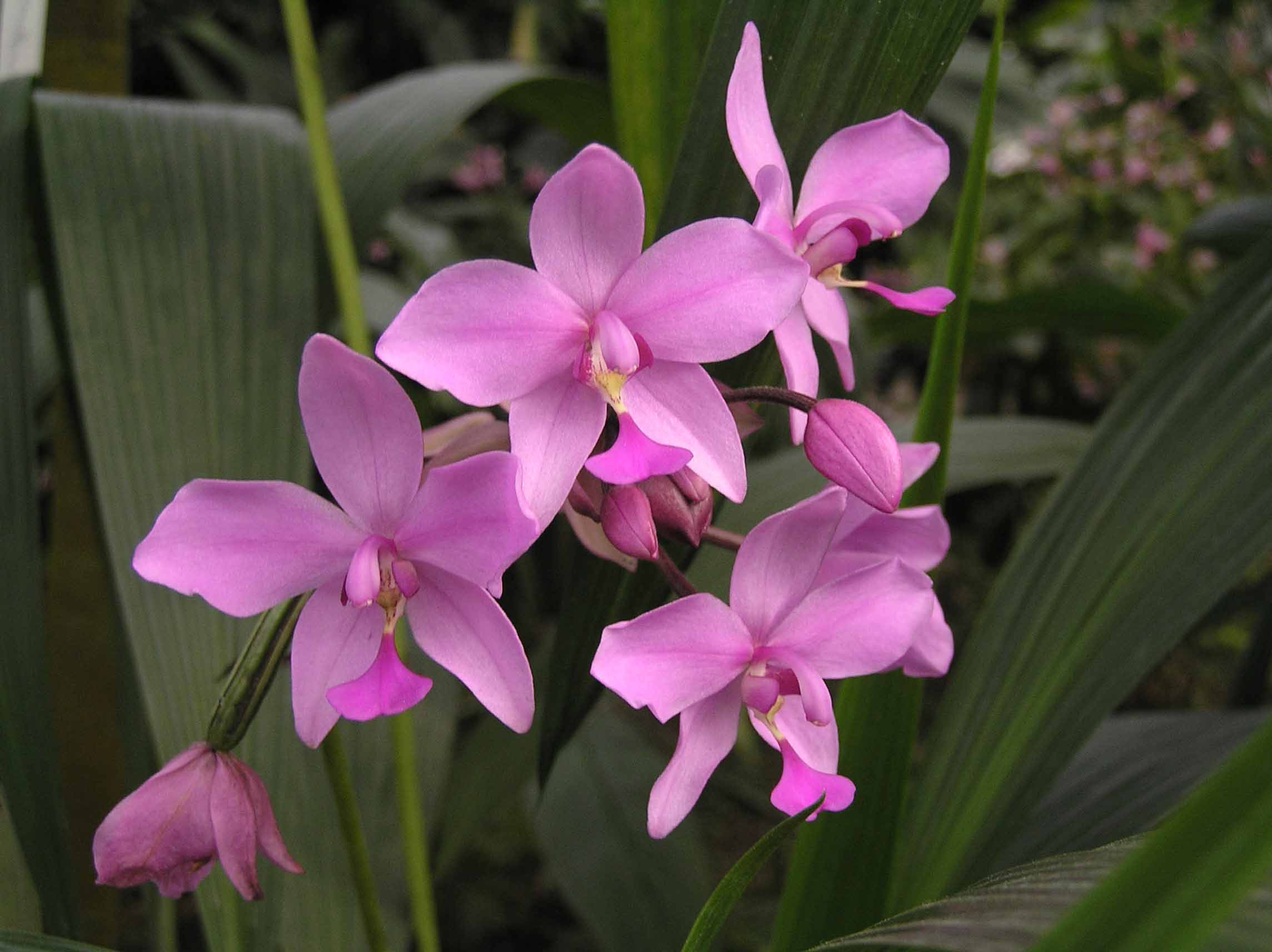
Spathoglottis plicata
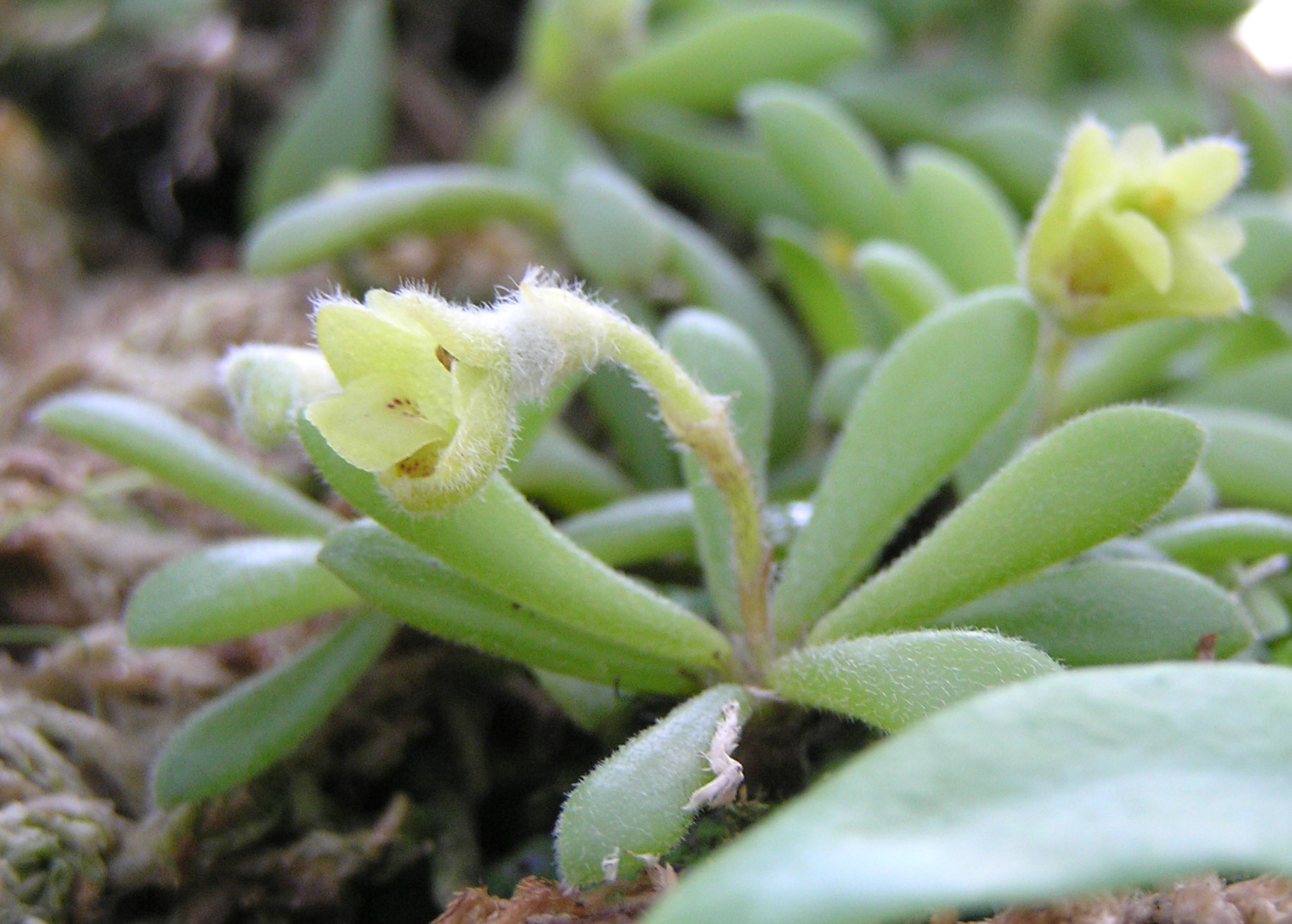
Trichotosia